# Augusta xứ Sachsen-Weimar-Eisenach
Augusta xứ Sachsen-Weimar-Eisenach (Maria Luise Augusta Catherina; 30 tháng 9 năm 1811 – 7 tháng 1 năm 1890), là Vương hậu Phổ và trở thành hoàng hậu đầu tiên của Đế chế Đức sau khi chồng của bà là Wilhelm I xưng đế.
Augusta là thành viên của Triều đại Sachsen-Weimar-Eisenach và thông qua mẹ là Nữ đại công tước Maria Pavlovna, bà có quan hệ họ hàng gần với Vương tộc Romanov của Đế chế Nga, vì hoàng đế Pavel I của Nga là ông ngoại của bà, đồng thời gọi Aleksandr I của Nga là bác và Nikolai I của Nga là cậu ruột. Tháng 6 năm 1829, Augusta kết hôn với Vương tử Wilhelm của Phổ. Cuộc hôn nhân rất căng thẳng, vì Wilhelm thực sự muốn kết hôn với em họ của mình là Elisa Radziwiłł, người bị triều đình Phổ phán quyết là không phù hợp, và quan điểm chính trị cũng như sở thích học thuật của hai vợ chồng cũng rất khác nhau. Bất chấp những khác biệt cá nhân, Augusta và Wilhelm thường cùng nhau xử lý thư từ và các cuộc gặp mặt tại triều đình. Vào năm 1831 và 1838, họ có hai người con là Friedrich Wilhelm và Luise Marie. Sau cái chết của cha chồng là Vua Friedrich Wilhelm III của Phổ vào năm 1840, Augusta trở thành vợ của người thừa kế ngai vàng Phổ.
Không phải chức vụ chính thức mang lại cho Augusta ảnh hưởng chính trị, mà là các mối quan hệ xã hội và sự gần gũi về mặt triều đại với Wilhelm. Một vai trò quan trọng đã được thể hiện qua việc trao đổi thư từ rộng rãi với chồng, các thân vương, chính khách, sĩ quan, nhà ngoại giao, giáo sĩ, nhà khoa học và nhà văn. Bà coi mình là cố vấn chính trị của chồng và coi Thủ tướng Phổ và Thủ tướng Đức Otto von Bismarck là kẻ thù chính trị của mình. Trong tiểu sử của Bismarck đôi khi mô tả quan điểm chính trị của Hoàng hậu là chống tự do hoặc mang tính phá hoại chỉ nhằm vào các chính sách của Bismarck, thì các nghiên cứu gần đây hơn lại phân loại chúng là tự do. Theo đó, Augusta đã không thành công trong việc thuyết phục chồng mình tái cấu trúc Vương quốc Phổ và Đức theo chế độ quân chủ lập hiến tương tự như Vương quốc Anh. Tuy nhiên, bà chắc chắn có quyền tự do chính trị trong việc đưa người thừa kế lên ngôi, với tư cách là người ủng hộ Công giáo và thông qua việc bà tiếp cận nhà vua và đại diện chống quân phiệt. Chính xác thì ảnh hưởng của Augusta với tư cách là vợ của một quân chủ vào thế kỷ XIX đã đi xa đến mức nào vẫn đang được tranh luận trong sử học.

## Cuộc sống đầu đời
Đại công tôn nữ Augusta sinh ngày 30 tháng 9 năm 1811 tại Weimar. Bà là người con thứ ba (nhưng là người thứ hai còn sống) của Karl Friedrich, Đại công tử thừa kế xứ Sachsen-Weimar-Eisenach và Nữ đại công tước Maria Pavlovna, em gái của Sa hoàng Aleksandr I của Nga. Lễ rửa tội của Augusta diễn ra vài ngày sau đó, vào ngày 6 tháng 10, với tên đầy đủ là Maria Luise Augusta Catherina. Như thông lệ ở các gia đình hoàng gia, Augusta lớn lên không phải chủ yếu trong sự chăm sóc của cha mẹ, mà là với Nhũ mẫu Amalia Batsch.
Các giáo viên trong cung điện đã dạy bà 4 ngoại ngữ: tiếng Anh, tiếng Nga, tiếng Pháp và tiếng La Tinh. Các môn học bổ sung bao gồm toán học, địa lý, tôn giáo, lịch sử, khiêu vũ, hội họa, cưỡi ngựa và âm nhạc. Các giáo viên của bà bao gồm các chuyên gia như họa sĩ cung đình Luise Seidler, nhà soạn nhạc Johann Nepomuk Hummel và nhà nghiên cứu tiền tệ Frédéric Soret. Tuy nhiên, điểm tham chiếu quan trọng nhất đối với Augusta là nhà thơ và nhà khoa học tự nhiên Johann Wolfgang von Goethe. Goethe đã sắp xếp nội dung giảng dạy sau khi tham khảo ý kiến của cha mẹ Augusta và giảng dạy trong môi trường của Đại học Jena. Đối với Augusta, khi nhìn lại, Goethe là "người bạn tốt nhất, thân thiết nhất" mà cô và chị gái Maria Luise (hơn cô ba tuổi) có được khi còn nhỏ. Cả hai chị em hầu như không có bất kỳ mối liên hệ nào với những người bạn cùng trang lứa. Theo nhà sử học Lothar Gall, lập trường chính trị của Augusta đã được định hình trong thời gian dài bởi gia đình tương đối tự do của bà. Ông nội của Augusta là Karl August, Đại công tước xứ Sachsen-Weimar-Eisenach đã giới thiệu một bản hiến pháp tại Đại công quốc vào năm 1816. Theo Monika Wienfort, điều này đã góp phần khiến Augusta sau này ủng hộ việc chuyển đổi Phổ thành chế độ quân chủ lập hiến. Như Gall tin, bầu không khí chính trị ở Weimar ủng hộ Augusta sau này gần gũi với một nhóm trong cái gọi là Wochenblattpartei, những người không chỉ ủng hộ sự thống nhất của Tiểu Đức mà không có Đế quốc Áo, mà còn ủng hộ "liên minh với các lực lượng hàng đầu của giai cấp tư sản tự do" và tiếp tục các cải cách của Phổ. Mặt khác, nhà sử học Đông Đức Ernst Engelberg phủ nhận về cơ bản lập trường tự do của Augusta: quan điểm chính trị của bà có nhiều khả năng nằm trong truyền thống của chủ nghĩa chuyên chế khai sáng. Bà không muốn biết bất cứ điều gì về "chế độ nghị viện", mà thay vào đó ủng hộ "một hiến pháp do quân chủ tự do lựa chọn".
Triều đình Weimar cũng định hình Augusta theo góc độ văn hóa. Bà phát triển mối quan tâm mạnh mẽ đến nghệ thuật, được coi là có học thức và được nuôi dạy đặc biệt nghiêm ngặt để tuân thủ các nghi thức chính thức của triều đình, cái gọi là phép xã giao.

## Hôn nhân

### Liên hôn chính trị
Mẹ của Augusta là Maria Pavlovna, đã lập kế hoạch hôn phối cho cả hai cô con gái với vương thất Phổ, nơi giáp ranh với Sachsen-Weimar-Eisenach ở nhiều phía và do đó được coi là mối đe dọa đối với Đại công quốc. Cuộc hôn nhân của Augusta với Vương tử Wilhelm và Marie với Vương tử Karl của Phổ, em trai của Wilhelm, nhằm mục đích đảm bảo sự tồn tại liên tục của Đại công quốc, vì Maria Pavlovna không còn coi sự bảo vệ do mối quan hệ gia đình với triều đại Romanov-Holstein-Gottorp cung cấp là đủ. Kể từ khi chính bà trở thành Đại công tước phu nhân vào năm 1828, bà đã có thể thúc đẩy các nỗ lực kết hôn hoàng gia. Về phía Vương quốc Phổ, động lực của 2 cuộc hôn nhân chính là giúp Phổ mở rộng hơn nữa mối quan hệ triều đại với Đế quốc Nga, vì Augusta và em gái là cháu gái của Hoàng đế Nicholas I. Kể từ chiến thắng chung trước Hoàng đế Napoleon I, cả Phổ và Nga đặc biệt gần gũi về mặt chính trị liên minh. Một người con gái của Vua Phổ Friedrich Wilhelm III là Vương nữ Charlotte, đã kết hôn với Nicholas, em trai thứ hai của Hoàng đế Alexander I và là người kế vị sau này, vào năm 1817.

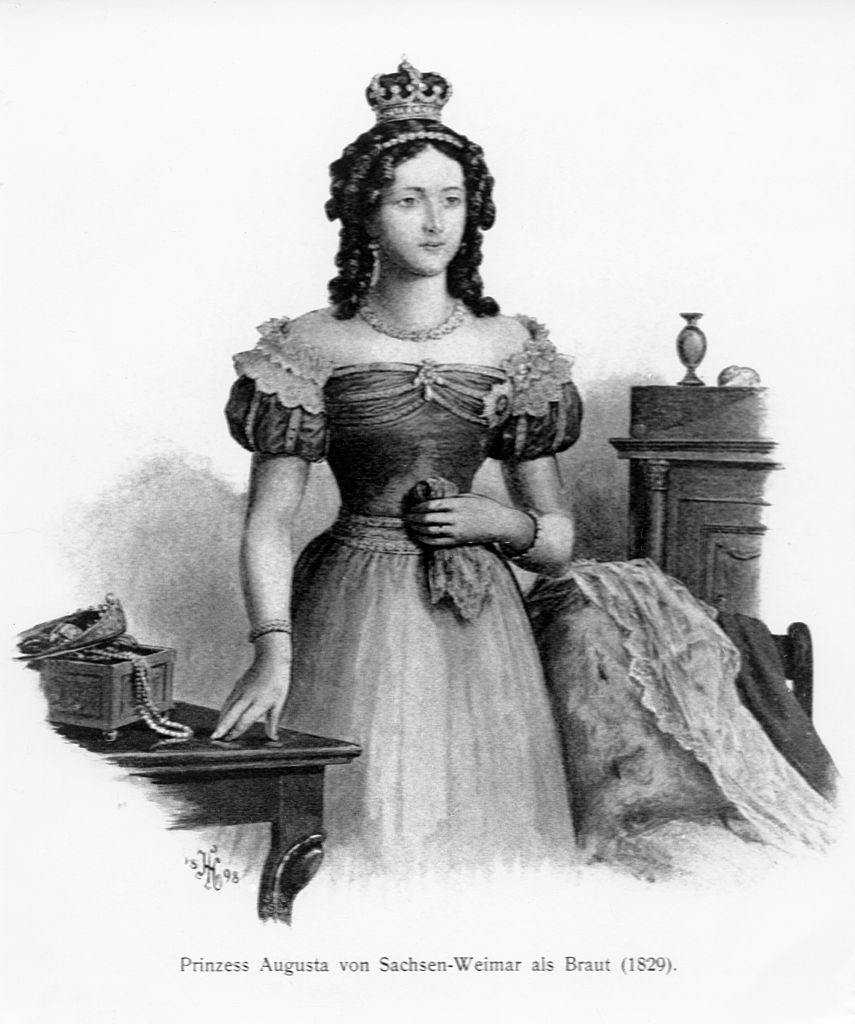
Augusta của Sachsen-Weimar-Eisenach năm 1829.

Ngược lại, từ khi còn trẻ, Vương tử Wilheim đã yêu một người bạn thanh mai trúc mã từ thời thơ ấu, và cũng chính là em họ của ông là Elisa Radziwiłł, con gái của dì ông là Vương nữ Louise. Tuy nhiên, do có dòng dõi từ gia đình quý tộc Ba Lan Radziwiłł nên Elisa không được coi là ngang hàng. Đại công tước xứ Sachsen-Weimar-Eisenach đã chấp thuận cuộc hôn nhân giữa em trai của Wilhelm là Vương tử Karl với con gái là Đại công nữ Marie với điều kiện Wilhelm chỉ được phép kết hôn theo nghi lễ không hôn thú với Elisa. Friedrich Wilhelm III muốn có mối quan hệ như vậy, và do đó đã cấm con trai mình kết hôn với Elisa vào tháng 6 năm 1826. Cùng năm đó, Wilhelm và Augusta gặp nhau lần đầu tiên khi Marie đính hôn với Karl. Vì giờ đây rõ ràng là anh trai của Wilhelm, sau này là Friedrich Wilhelm IV, sẽ không có con, nên Wilhelm giờ đây có nhiệm vụ sinh ra những người con hợp pháp cho triều đại. Đây là cách Friedrich Wilhelm III sắp xếp một cuộc hôn nhân giữa Wilhelm và Augusta.
Augusta thấy một số lợi thế trong cuộc hôn nhân với Vương tử Wilhelm. Trước khi kết hôn, Đại công nữ Augusta chỉ là con gái thứ hai, giữ một cấp bậc thấp hơn trong triều đình so với chị gái của mình. Vì chị gái chỉ được cho là sẽ kết hôn với em trai của Wilhelm, Augusta sẽ được xếp hạng cao hơn Marie ở Phổ và có thể mong đợi trở thành vợ của người thừa kế ngai vàng. Đám cưới diễn ra vào ngày 11 tháng 6 năm 1829 tại nhà nguyện ở Cung điện Charlottenburg. Vào thời điểm này, Augusta đã 17 tuổi.

### Những năm đầu của cuộc sống hôn nhân

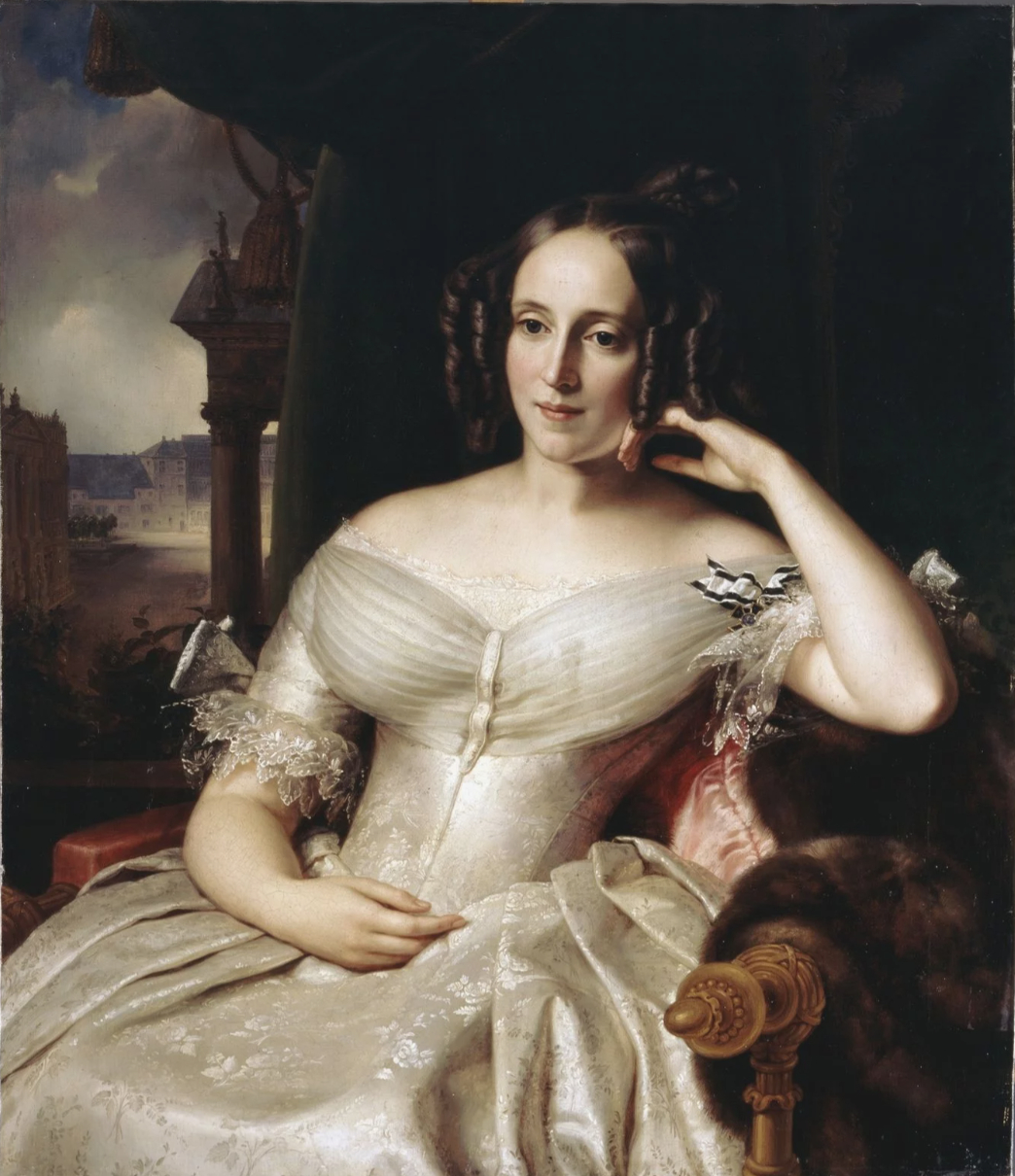
Đại công nữ Augusta, được vẽ bởi Carl Joseph Begas, 1838. Klassik Stiftung Weimar, Weimar.

Theo nhà sử học Robert-Tarek Fischer, cuộc hôn nhân căng thẳng vì một số lý do: Một mặt, Vương tử Wilhelm, người hơn Augusta 14 tuổi, không hề che giấu tình cảm của mình dành cho Elisa. Mặt khác, quan điểm tự do và sở thích trí tuệ của Augusta không được Wilhelm và phần lớn triều đình Phổ đồng cảm. Như nhà sử học Birgit Aschmann cho rằng, Augusta cũng đã quen với "sự cởi mở về văn hóa" lớn hơn từ triều đình của cha mình ở Weimar so với trường hợp của Vương tộc Hohenzollern ở Berlin. Theo quan điểm của chồng, bà không đủ tương xứng với lý tưởng của giai cấp tư sản về một người phụ nữ. Như Wilhelm đã chỉ trích vào tháng 10 năm 1829, bà là một "người phụ nữ của lý trí chứ không phải của trái tim". Khi làm như vậy, Augusta đã vi phạm hình ảnh giới tính của thời đại đó, theo đó đàn ông phải lý trí và phụ nữ phải tình cảm. Theo nhà sử học Jürgen Angelow, bất chấp động cơ chính trị, cuộc hôn nhân "không hẳn là không hạnh phúc như lẽ ra phải thế". Theo thời gian, mối quan hệ tin tưởng và tôn trọng đã phát triển giữa hai người. Với vai trò là Vương phi Phổ, quan điểm của Augusta được kỳ vọng sẽ được giữ kín tại triều đình Berlin. Tuy nhiên, trái với chuẩn mực này, bà đã chia sẻ quan điểm của mình một cách công khai và sau đó bị coi là mối đe dọa chính trị đối với chồng mình.
Vào ngày 18 tháng 10 năm 1831, Augusta sinh con trai đầu lòng là vương tôn Friedrich Wilhelm. Sự kế vị của hoàng gia Phổ dường như được đảm bảo. Augusta có ảnh hưởng lớn đến việc nuôi dạy người thừa kế ngai vàng tương lai: Friedrich Wilhelm đã hoàn thành sự nghiệp quân sự, nhưng cũng được dạy khoa học tự nhiên, triết học, văn học và nghiên cứu cổ điển theo chương trình giảng dạy tân nhân văn. Theo sự thúc giục của mẹ, vương tôn đã có mối quan hệ thân thiết với những người bạn, bao gồm nhiều học sinh trung học thuộc tầng lớp trung lưu. Augusta khuyến khích con trai mình học tại Đại học Bonn — tránh xa ảnh hưởng của triều đình Berlin. Bảy năm trôi qua cho đến khi đứa con thứ hai là Vương tôn nữ Louise, sau này là Đại công tước phu nhân xứ Baden, chào đời tại Berlin vào ngày 3 tháng 12 năm 1838. Louise là đứa con út của Augusta, vì hai lần mang thai tiếp theo của bà, vào năm 1842 và 1843, đều kết thúc bằng tình trạng sảy thai.

### Cuộc sống cung đình với vai trò là vợ của một vương tử

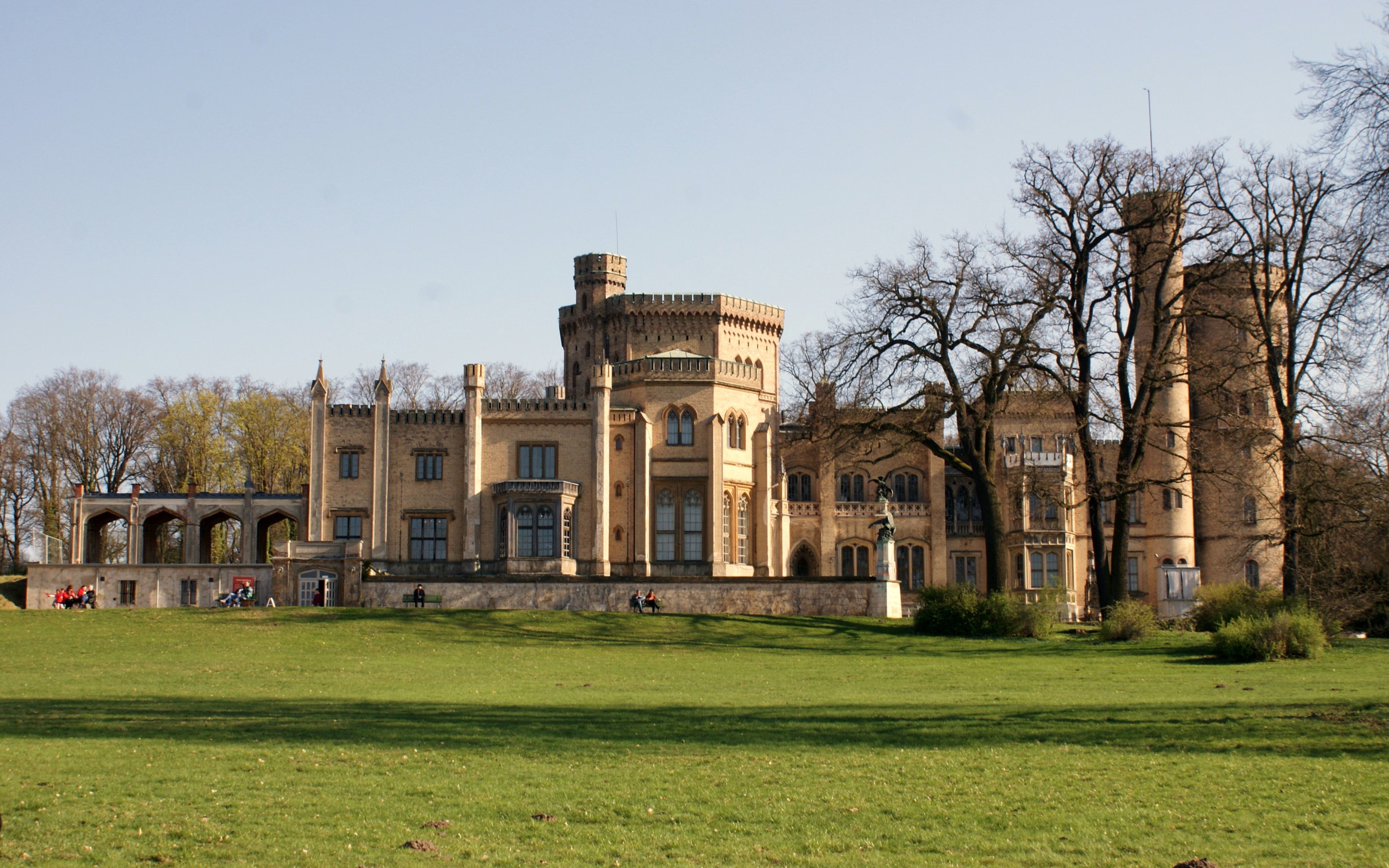
Schloss Babelsberg, nơi ở mùa hè của Augusta gần Potsdam.

Augusta có mối quan hệ căng thẳng với triều đình Phổ. Thái độ cung đình mà bà thực hành ở Weimar bị coi là quá kiêu hãnh và xa cách ở Berlin và Potsdam. Về phần mình, Augusta không thích triều đình Phổ, nơi tiết kiệm hơn về mặt văn hóa và thiên về quân sự hơn so với quê hương của bà. Bà thấy vị trí của mình ngày càng vô dụng và phàn nàn rằng chỉ có Thái tử phi Elisabeth, vợ của Vua tương lai Friedrich Wilhelm IV, mới được phép làm những công việc từ thiện. Ngoài ra, bà ít liên lạc với các gia đình quý tộc Phổ đã thành danh hơn là với những người bạn tâm giao, một số người trong số họ bị coi là "người nước ngoài".
Nơi ở mùa hè của Augusta từ năm 1835 là Dinh thự Babelsberg gần Potsdam. Là một người yêu thích kiến trúc, bà đã có một số ảnh hưởng đến việc xây dựng cung điện: sau khi nghiên cứu các tác phẩm lý thuyết kiến trúc và bản khắc của các điền trang ở Anh, bà đã tự mình phác thảo và yêu cầu các kiến trúc sư chịu trách nhiệm thực hiện các thiết kế theo bản phát thảo. Trong những năm sau đó, Augusta cũng dành hết tâm huyết cho thiết kế nội thất của cung điện. Với nơi ở và khu vườn cảnh quan lấy cảm hứng từ nước Anh, bà bày tỏ sự đồng cảm của mình với Vương quốc Anh được quản lý theo kiểu tự do. Augusta cũng có ảnh hưởng lớn đến thiết kế nội thất của nơi ở mùa đông của bà tại Berlin là Altes Palais. Tại đây, bà đã mời những vị tướng, chính trị gia, nhà khoa học, nghệ sĩ và cận thần đến dự tiệc trà buổi tối. Một trong những vị khách yêu thích là nhà thám hiểm Alexander von Humboldt; ở đó, ông đã tường thuật về những chuyến du hành của mình hoặc đọc văn học cổ điển. Nhà khảo cổ học Ernst Curtius thường có mặt với tư cách là diễn giả và kỳ thủ cờ vua.
Các chủ đề chính trị cũng được thảo luận, với Augusta sử dụng các cuộc họp để thu thập thông tin. Ngoài ra, bà đọc một số tờ báo mỗi ngày và trên cơ sở đó, đã tạo ra các bản tóm tắt bằng văn bản về các sự kiện quan trọng nhất cho Wilhelm. Thông qua các cuộc họp và trao đổi với vợ, Wilhelm nghĩ (như chính ông đã nói với bà trong một lá thư) rằng ông có thể cung cấp một hướng dẫn chính thức cho các tuyên bố của bà. Mục đích của ông là tác động đến quan điểm của họ theo hướng có lợi cho ông và che giấu bất kỳ sự bất hòa nào giữa họ với công chúng. Wilhelm đã để Augusta lo liệu một số thư từ viết tay của ông: bà phải đọc lại hoặc sao chép các văn bản ông đã viết và cũng là đồng tác giả của một số thư từ của ông. Sự phân chia nhiệm vụ như vậy giữa các cặp đôi hoàng gia không phải là điều bất thường trong thế kỷ XIX, vì triều đại được coi là một loại "công việc gia đình".

## Vợ của người thừa kế ngai vàng

### Tăng sự quan tâm chính trị

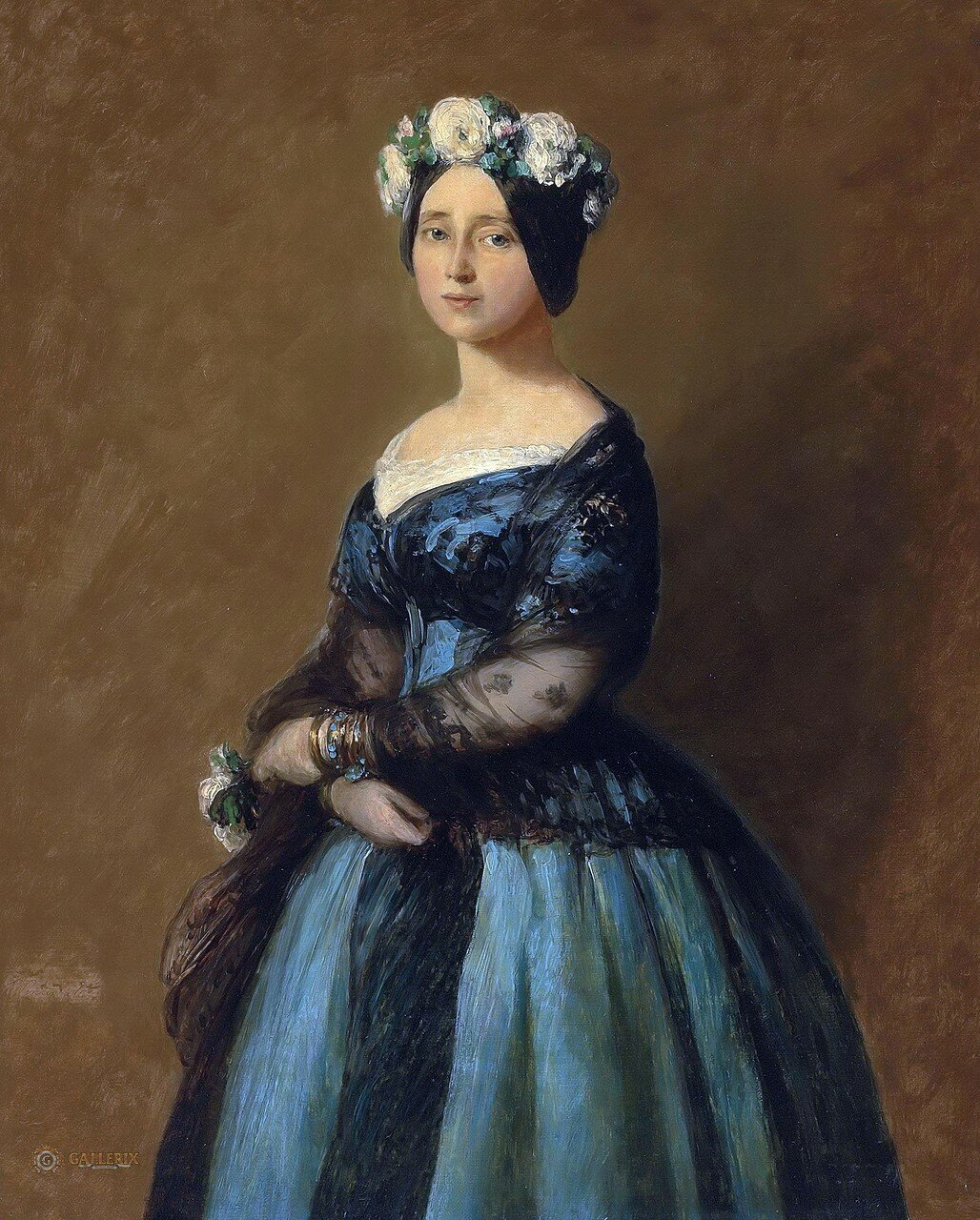
Thái tử phi Augusta, được vẽ bởi Franz Xaver Winterhalter, 1846.

Sau cái chết của Vua Friedrich Wilhelm III của Phổ vào ngày 7 tháng 6 năm 1840, Vương tử Wilhem trở thành người thừa kế ngai vàng cho anh trai là tân vương Friedrich Wilhelm IV vì ông này không có con. Augusta chỉ trích các chính sách của vị vua Phổ mới cai trị. Bà coi việc thiếu cải cách là một sai lầm sẽ khiến chế độ quân chủ mất đi lòng trung thành của người dân. Augusta ủng hộ "đầu hàng tự nguyện" sớm và thực hiện "mong muốn chung" của thần dân. Theo họ, sự tồn tại của hình thức cai trị quân chủ sẽ bị đe dọa nếu nhà vua không đáp ứng được các yêu cầu của công chúng về chính trị. Bà chia sẻ đánh giá với chồng của Nữ vương Victoria của Anh là Thân vương Albrecht xứ Sachsen-Coburg và Gotha, rằng Phổ trước tiên nên trở thành một quốc gia lập hiến theo mô hình của Anh và chỉ sau đó mới nên thực hiện thống nhất Đức.
Theo nhà sử học Caroline Galm, Augusta coi nhiệm vụ của mình là trao cho con trai Friedrich Wilhelm một cơ hội lên ngôi thông qua sự tham gia chính trị của chính ông. Do đó, bà ngày càng chuyển sang các chủ đề chính trị và từ năm 1843 trở đi đã viết một số bản ghi nhớ, mà bà trình bày cho cả chồng mình và các chính khách Phổ. Để xin lời khuyên, Augusta đã liên lạc với các sứ thần Alexander von Schleinitz và Franz von Roggenbach, một chính trị gia từ Đại công quốc Baden. Thư từ giữa Roggenbach và Augusta chỉ được bảo tồn một phần, vì Augusta đã tiêu hủy hoặc nhờ những người bạn tâm giao trả lại những lá thư có nội dung gây sốc về mặt chính trị vì sợ bị kiểm duyệt. Tại triều đình, cách trình bày ý kiến của họ bị coi là quá thất thường. Do đó, Wilhelm đã nói đùa với vợ mình là "một con quỷ đối lập nhỏ" trong các lá thư. Trong thâm tâm, bà tỏ ra nghi ngờ về khả năng trí tuệ của Wilhelm và cáo buộc ông không đủ tinh tế trong các quan sát của mình.

### Mối quan hệ với hoàng gia Anh và Thân vương xứ Pückler
Augusta đã duy trì liên lạc với Nữ vương Victoria của Anh. Năm 1845, nữ vương đã đến thăm Augusta và Wilhelm ở Berlin. Năm sau, cặp đôi này đã có chuyến thăm đến London. Victoria tỏ ra đồng cảm với Augusta và nói trong một lá thư gửi cho cậu của mình là Vua Leopold I của Bỉ:
Bà ấy quá sáng suốt và quá tự do để không có kẻ thù tại triều đình Phổ, nhưng cháu tin rằng cháu đã tìm thấy ở bà ấy một người bạn có thể rất hữu ích cho chúng ta.

Mối quan hệ thư từ giữa Nữ vương Anh và Augusta tiếp tục trong nhiều thập kỷ và cuối cùng đã khởi xướng cuộc hôn nhân giữa con trai của Augusta là Friedrich Wilhelm và con gái cả của Nữ vương Anh là Vương nữ Hoàng gia Victoria.
Từ những năm 1840, Augusta cũng đã viết thư cho Thân vương Hermann von Pückler-Muskau, một nhà văn và nhà du hành thế giới nổi tiếng  vào thời điểm đó. Augusta đã biết ông từ thời còn ở triều đình Weimar, năm 1826. Bà đặc biệt đánh giá cao cuộc trò chuyện với Pückler, người mà theo bà, nổi bật so với triều đình Phổ nhờ cách cư xử hùng hồn và trí thức của mình. Bà đã nói chuyện với ông về nhiều vấn đề, từ triều đình Weimar, nước Anh, Paris và sức khỏe của bà. Trong giai đoạn 1842–1843, bà giao phó cho thân vương việc thiết kế cảnh quan Công viên của Dinh thự Babelsberg.  Augusta và Pückler đồng ý về sở thích của họ đối với phong cách nhà tranh kiểu Anh và dựa trên các cuốn sách mẫu của Anh, ví dụ như của kiến trúc sư Robert Lugar. Để nhấn mạnh sự gần gũi về mặt nghệ thuật của mình với Augusta, Pückler đã cho xây dựng một cửa hàng rèn trong Công viên Branitzer, tương tự như Lâu đài nhỏ trong Công viên Babelsberg.

### Cách mạng năm 1848

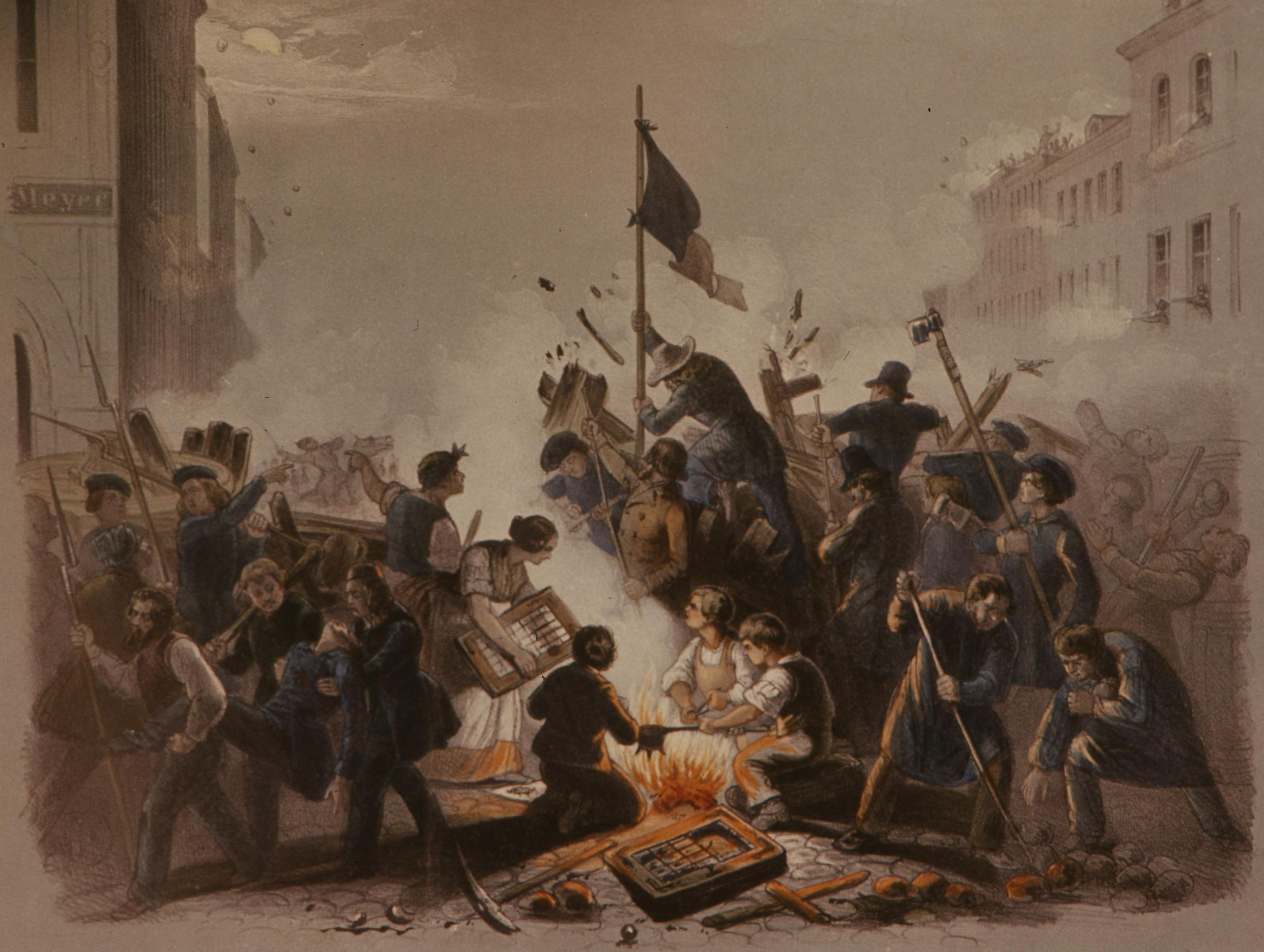
'Rào chắn ở Friedrichstrasse trong cuộc Cách mạng tháng Ba năm 1848 tại Berlin, của FG Nordmann, 1848. Bảo tàng Lịch sử, Frankfurt.

Trong các cuộc Cách mạng 1848–1849, cũng có những cuộc đụng độ dữ dội giữa quân đội và dân thường ở Berlin. Chồng của Augusta bị coi là người chịu trách nhiệm chính cho vụ đổ máu và bị buộc phải sống lưu vong ở Vương quốc Anh. Trong khi đó, Augusta đưa hai đứa con của mình đến nơi an toàn ở Potsdam. Vì bà được công chúng coi là tương đối sáng suốt nên bà vẫn an toàn ở đó. Đáp lại cuộc cách mạng, Augusta kêu gọi cải cách nhanh chóng. Trong một lá thư gửi Wilhelm vào ngày 5 tháng 6 năm 1848, bà nói: "Bây giờ là vấn đề cứu chế độ quân chủ và sự ủng hộ của chế độ này, triều đại, đây là nhiệm vụ mà không có sự hy sinh nào có thể đủ lớn". Bà cũng khuyến nghị rằng Phổ, trong vấn đề Thống nhất Đức, hãy chủ động và thúc đẩy một thỏa thuận quốc gia bất kể tình hình chính trị ở Viên và Saint Petersburg. Bà một lần nữa khuyên rằng người dân Phổ nên có tiếng nói trong các quyết định chính trị. Một bản hiến pháp có thể tạo ra một cơ sở pháp lý và được quy định rõ ràng cho việc này.
Cuộc cách mạng 1848–1849 đã để lại hậu quả lâu dài cho mối quan hệ giữa Augusta với Thủ tướng tương lai Otto von Bismarck: vào ngày 23 tháng 3 năm 1848, ngay sau Cách mạng tháng Ba năm 1848, bà đã tiếp ông tại Cung điện Potsdam. Theo phiên bản của Augusta, Bismarck đã cố gắng thuyết phục bà tham gia một cuộc phản cách mạng chống lại Vua Friedrich Wilhelm IV. Bismarck muốn tìm ra chồng bà đang ở đâu để ông có thể yêu cầu ông ra lệnh cho mình tiến quân vào Berlin. Điều đó sẽ bị xem là phản quốc vì phản lại hành động của những người lính do Vua Friedrich Wilhelm IV ra lệnh rút lui. Bà cũng cảm thấy khó chịu vì Bismarck tuyên bố rằng ông đang hành động thay mặt cho em chồng của bà là Vương tử Karl, em trai của Wilhelm. Chỉ vài ngày trước đó, Karl đã đề nghị Nhà vua và Vương tử Wilhelm thoái vị hoặc từ bỏ quyền kế vị hoàng gia. Augusta do đó nghi ngờ ông muốn tự mình lên ngôi vua và dàn dựng một cuộc đảo chính với sự giúp đỡ của Bismarck. Về phần mình, Bismarck sau đó đã cáo buộc Augusta đã âm mưu chống lại Wilhelm vào năm 1848: bà đã nỗ lực để giành quyền nhiếp chính cho chính con trai mình là Friedrich Wilhelm. Đối với ông, đó chỉ là bảo vệ nhà vua đang trị vì khỏi cuộc cách mạng với sự giúp đỡ của quân đội. Vì, theo nhà sử học và người viết tiểu sử Bismarck là Eberhard Kolb, ghi chép của Augusta và Bismarck về các sự kiện mâu thuẫn với nhau, nên nội dung cuộc trò chuyện không còn có thể được tái hiện lại nữa. Tất cả những gì có thể nói một cách chắc chắn là Augusta đã thù địch với Bismarck kể từ cuộc gặp gỡ này.
Nhà sử học David E. Barclay ước tính vai trò của bà là "đã bảo vệ thành công vị trí người thừa kế ngai vàng của Wilhelm vào mùa xuân và mùa hè". Mối quan hệ giữa Wilhelm với vợ ông đã được cải thiện nhờ vào kết quả này. Theo lời kể của Barclay, ông cũng tiếp cận bà về mặt chính trị — chịu ảnh hưởng từ các bản ghi nhớ và thư từ của Augusta. Wilhelm, người trước đây có tư tưởng chuyên chế, "chậm rãi chuyển sang hướng ôn hòa-bảo thủ nhưng hợp hiến". Tuy nhiên, quan điểm này gây tranh cãi. Theo nhà sử học Jan Markert, Wilhelm đã độc lập nhận ra trong cuộc cách mạng năm 1848 rằng chế độ quân chủ Phổ sẽ phải đi đến thống nhất với một hình thức chính phủ hợp hiến. Ngược lại, Hans-Ulrich Wehler coi Augusta là lý do khiến Wilhelm sau này chuyển sang đảng tự do cánh hữu Wochenblattpartei.
Cùng lúc đó, khả năng buộc phải thay đổi người cai trị đang được xem xét trong các nhóm tự do. Augusta được đưa vào thảo luận như một nhiếp chính cho người con trai chưa đủ tuổi của bà là Friedrich Wilhelm. Trái ngược với Vương quốc Anh, Bồ Đào Nha và Tây Ban Nha, Phổ không có truyền thống về việc các vương hậu hoặc nhiếp chính trị vì. Vì Vua Friedrich Wilhelm IV của Phổ cũng hứa sẽ cải cách, nên kế hoạch đã nhanh chóng bị bác bỏ. Augusta sau đó đã tiêu hủy một số lá thư của bà từ những năm cách mạng.

### Những năm ở Koblenz (1850–1858)

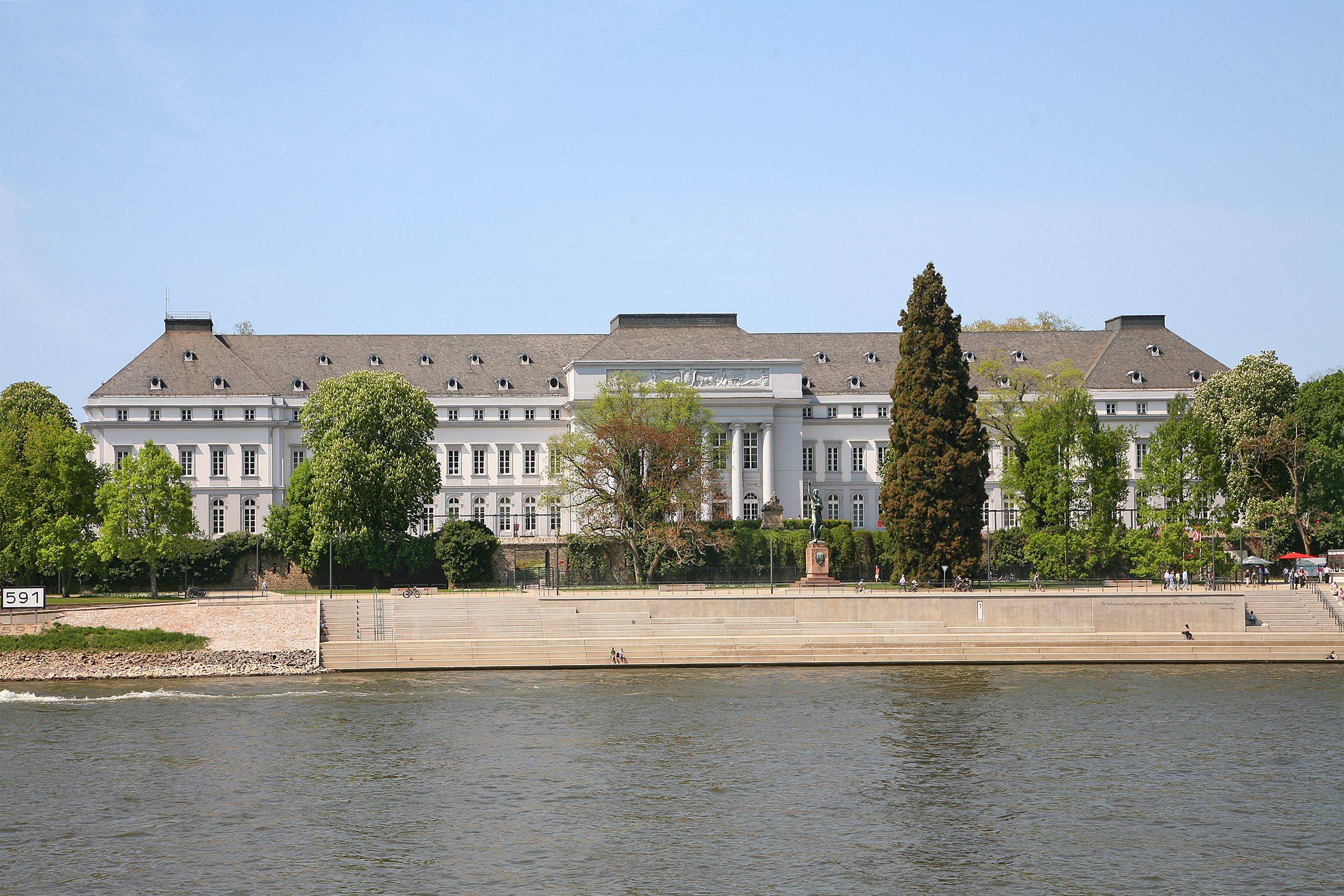
Nơi ở của Augusta ở Koblenz, trước đây là Cung điện Tuyển hầu.

Năm 1849, Vua Friedrich Wilhelm IV bổ nhiệm Thái tử Wilhelm làm thống đốc quân sự của Tỉnh Rhine và Tỉnh Westphalia. Từ năm 1850 trở đi, Thái tử chuyển đến Koblenz, thủ phủ của Tỉnh Rhine thuộc Phổ. Tại Cung điện Tuyển hầu ở đó, Augusta có cơ hội sống cuộc sống cung đình như bà đã quen trong thời thơ ấu tại triều đình Weimar của cha bà. Ở Koblenz, bà có thể vây quanh mình với một nhóm người mà bà thích, thiết lập mối quan hệ với giai cấp tư sản Rhineland và duy trì mối quan hệ ít xa cách hơn với người dân địa phương. Sự khoan dung của họ đối với Công giáo và sự hỗ trợ từ thiện đã góp phần vào điều này. Barclay mô tả bà vừa "mang phong cách hoàng gia" vừa "gần gũi với người dân". Một số người thân tín của Augusta tại triều đình Koblenz, thường là thành viên của Wochenblattpartei, đã trở thành bộ trưởng nhà nước dưới thời Thái tử Nhiếp chính Wilhelm trong cái gọi là Kỷ nguyên mới.
Tại Koblenz, Augusta có một công viên với lối đi dạo được tạo ra ở bờ trái của sông Rhein từ năm 1856 trở đi, được gọi là Rheinanlagen. Cho đến lúc đó, chỉ có một phần đại diện của bờ sông ngay tại Cung điện Tuyển hầu và trên Rheinlache. Ngoài ra, bà đã nâng cấp Rheinanlagen bằng các gian hàng và cây mới trồng. Lần đầu tiên, Augusta hỗ trợ các tổ chức ở quy mô lớn hơn hoạt động trong lĩnh vực điều dưỡng hoặc chăm sóc người nghèo. Trong số những tổ chức này bao gồm dòng Công giáo của các Anh em của Lòng thương xót ở Weitersburg và Kaiserswerther Diakonie. Năm 1850, bà trở thành người bảo trợ cho Hiệp hội Phụ nữ Truyền giáo (Evangelischen Frauenvereins), và hai năm sau cũng là Hiệp hội Phụ nữ Công giáo (Katholischen Frauenvereins).

### Đám cưới của các con

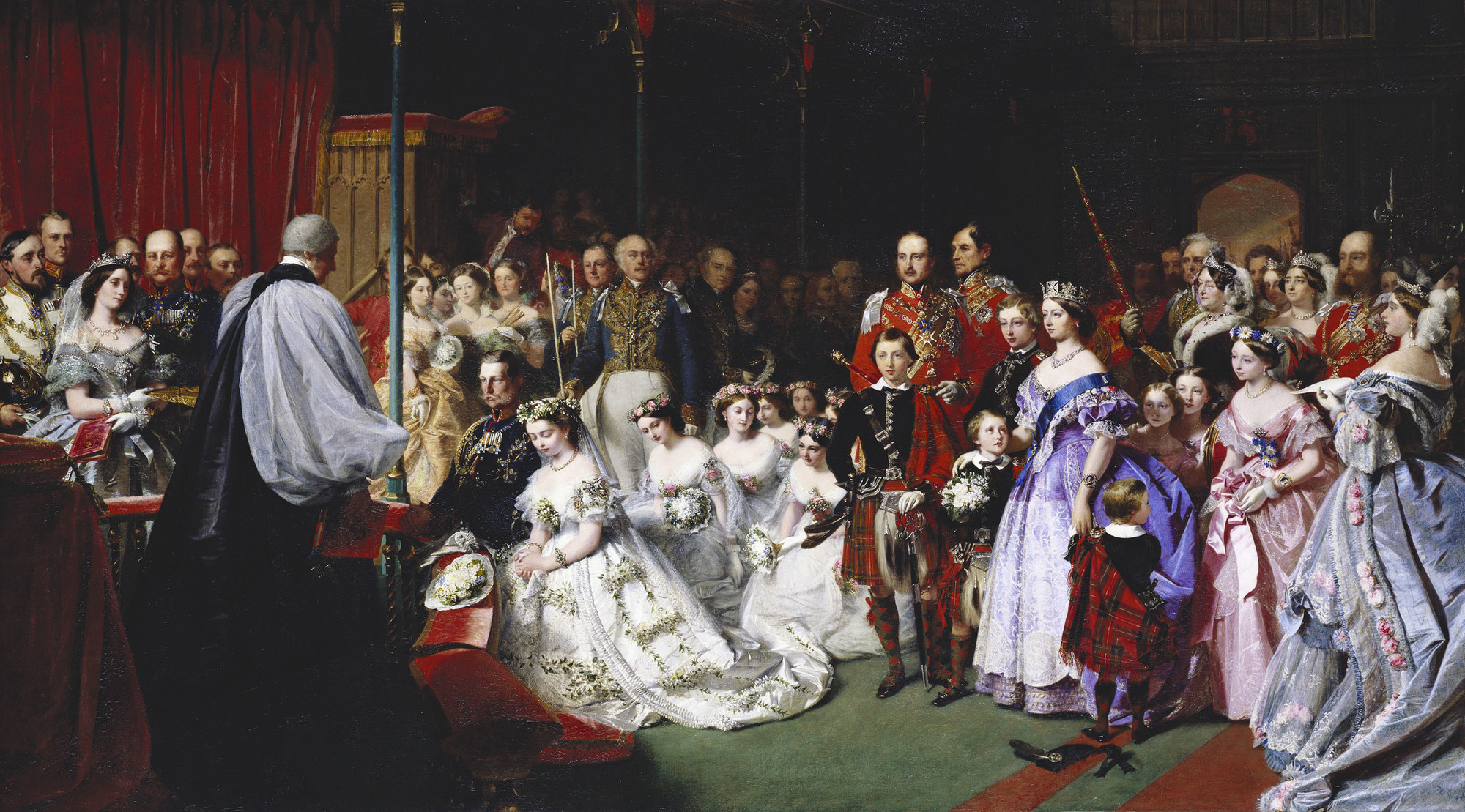
Đám cưới của con trai Augusta là Friedrich Wilhelm và Victoria, Vương nữ Hoàng gia, tại Cung điện St James ở London vào ngày 25 tháng 1 năm 1858, do John Phillip vẽ, năm 1860. Bộ sưu tập Hoàng gia. Augusta là người thứ ba tính từ bên trái.

Augusta đã thu xếp cho cuộc hôn nhân của con gái mình là tôn nữ Louise với Friedrich I, Đại công tước xứ Baden, người được coi là theo chủ nghĩa tự do, diễn ra vào năm 1856. Hai năm sau, bà hoan nghênh cuộc hôn nhân của con trai mình là Friedrich Wilhelm với Vương nữ Vương thất Victoria, con gái cả của Nữ vương Victoria của Anh. Bản thân Augusta đã thúc đẩy cuộc hôn nhân và coi đó là một phương tiện để đưa Phổ thoát khỏi những gì mà bà coi là một nước Nga độc đoán về mặt chính sách liên minh. Thay vào đó, nước này nên xích lại gần Anh và Pháp hơn.
Nhà sử học Hannah Pakula cũng cho rằng sự dè dặt của bà về Đế quốc Nga là do Augusta đổ lỗi cho "người Nga" về vụ ám sát ông ngoại của bà là Hoàng đế Pavel I vào năm 1801. Mặt khác, bà đồng cảm với nước Pháp trong suốt cuộc đời mình, vì bà đặc biệt quen thuộc với nền văn hóa của nước này trong quá trình nuôi dạy. Mặc dù có cảm tình với hoàng gia Anh, mối quan hệ của Augusta với con dâu Victoria vẫn khá lạnh nhạt. Bản thân Victoria đã phàn nàn về tính khí thất thường của Augusta. Mặc dù cả hai người phụ nữ đều có lập trường chính trị tương tự nhau, họ vẫn tranh cãi về cách nuôi dạy con cái của Friedrich Wilhelm một cách đúng đắn. Trong khi Augusta coi trọng sự đại diện theo truyền thống của triều đình, Victoria lại có cuộc sống gia đình trung lưu hơn. Khiến Augusta không hài lòng, Victoria cũng hành động công khai và, ví dụ, ủng hộ giáo dục đại học cho phụ nữ. Bà gần gũi với phong trào phụ nữ thời bấy giờ. Theo Monika Wienfort, sự hỗ trợ từ thiện của Augusta luôn nằm trong lĩnh vực "từ thiện theo chế độ quân chủ truyền thống". Cam kết của Augusta nhằm mục đích nâng cao vị thế xã hội của tầng lớp bà. Giống như nhiều phụ nữ thuộc tầng lớp quý tộc và tư sản vào cuối thế kỷ XIX, bà không có ý định đạt được sự bình đẳng giải phóng với nam giới.

### Vợ của Nhiếp chính vương
Vì Vua Friedrich Wilhelm IV của Phổ không còn được coi là phù hợp để cai trị sau nhiều cơn đột quỵ, em trai của ông là Wilhelm được bổ nhiệm làm Nhiếp chính vương vào năm 1858. Vào mùa thu năm đó, Augusta trở về Berlin cùng chồng, nhưng vẫn giữ mối liên hệ với Koblenz thông qua những chuyến đi thường xuyên trong suốt cuộc đời bà. Wilhelm đã bổ nhiệm các bộ trưởng ủng hộ chính sách tự do hơn và nhiều người trong số họ đã thường xuyên lui tới triều đình ở Koblenz. Alexander von Schleinitz, một người bạn tâm giao của Augusta, được bổ nhiệm làm Bộ trưởng Ngoại giao. Augusta đã là bạn thân của Schleinitz kể từ thời kỳ Cách mạng năm 1848. Do đó, Bismarck suy đoán rằng đối thủ của mình "sự nghiệp của ông ấy chỉ nhờ vào váy lót". Tuy nhiên, nhà sử học Bastian Peiffer coi đây là một sự ám chỉ và phủ nhận rằng Augusta là người sáng lập thực sự của chính phủ mới. Birgit Aschmann coi những cái tên đương thời như "Bộ Augusta" là những nỗ lực bảo thủ nhằm hạ thấp giá trị của đường lối chính trị mới. Do đó, Augusta thông cảm với bộ trưởng mới được bổ nhiệm. Một số bộ trưởng, giống như bà, tin rằng việc liên kết với Vương quốc Anh cũng sẽ có lợi trong vấn đề nội chính. Theo nhà sử học người Mỹ Otto Pflanze, bà coi chính phủ của cái gọi là Thời đại mới là "người của bà"; do đó, việc sa thải họ là một sự sỉ nhục lâu dài đối với Augusta, đó là lý do tại sao bà phản đối Thủ tướng Phổ sau này là Otto von Bismarck, bất kể ông có theo đường lối chính trị tự do hay bảo thủ.
Giai đoạn tương đối tự do chỉ kéo dài khoảng 3 năm. Có một số lý do cho điều này. Một mặt, Vương tế Albrecht xứ Sachsen-Coburg và Gotha, người điều hành quan trọng nhất của mối quan hệ Phổ-Anh, đã qua đời vào năm 1861. Cùng lúc đó, xung đột giữa Augusta và con dâu Victoria của bà gia tăng. Augusta phẫn nộ vì ảnh hưởng của bà đối với Friedrich Wilhelm. Mặt khác, trong quá trình cải cách quân đội Phổ, Wilhelm đã vướng vào một cuộc xung đột cơ bản với Viện Đại biểu Phổ. Trước cuộc xung đột hiến pháp Phổ, ông đã nghĩ đến những cuộc bổ nhiệm bảo thủ hơn trong chính phủ của mình.

## Vương hậu Phổ

### Lễ đăng quang và phản đối Bismarck

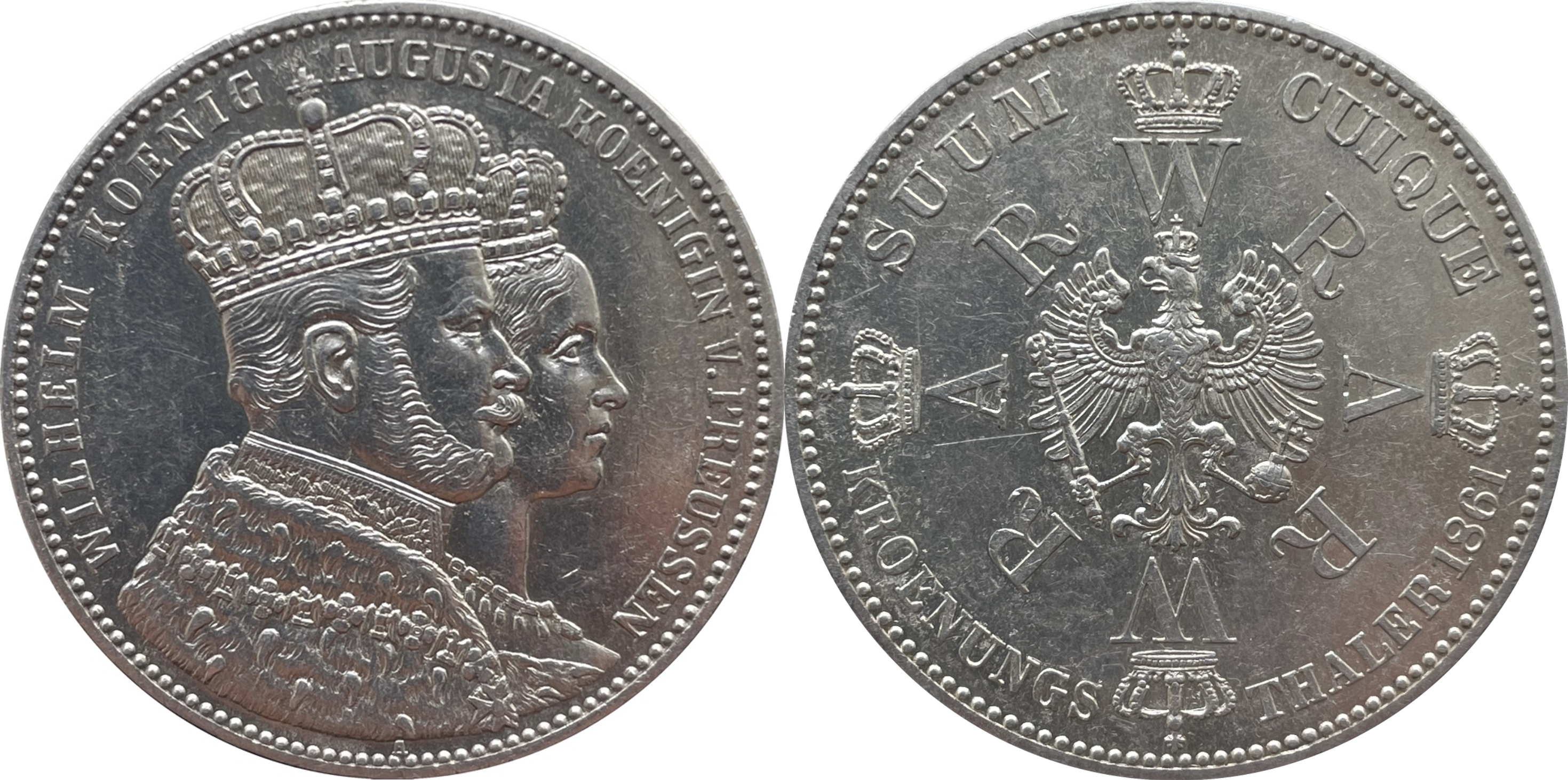
Xu bạc 1 thaler Kỷ niệm lễ đăng cơ của Wilhelm I và Augusta năm 1861

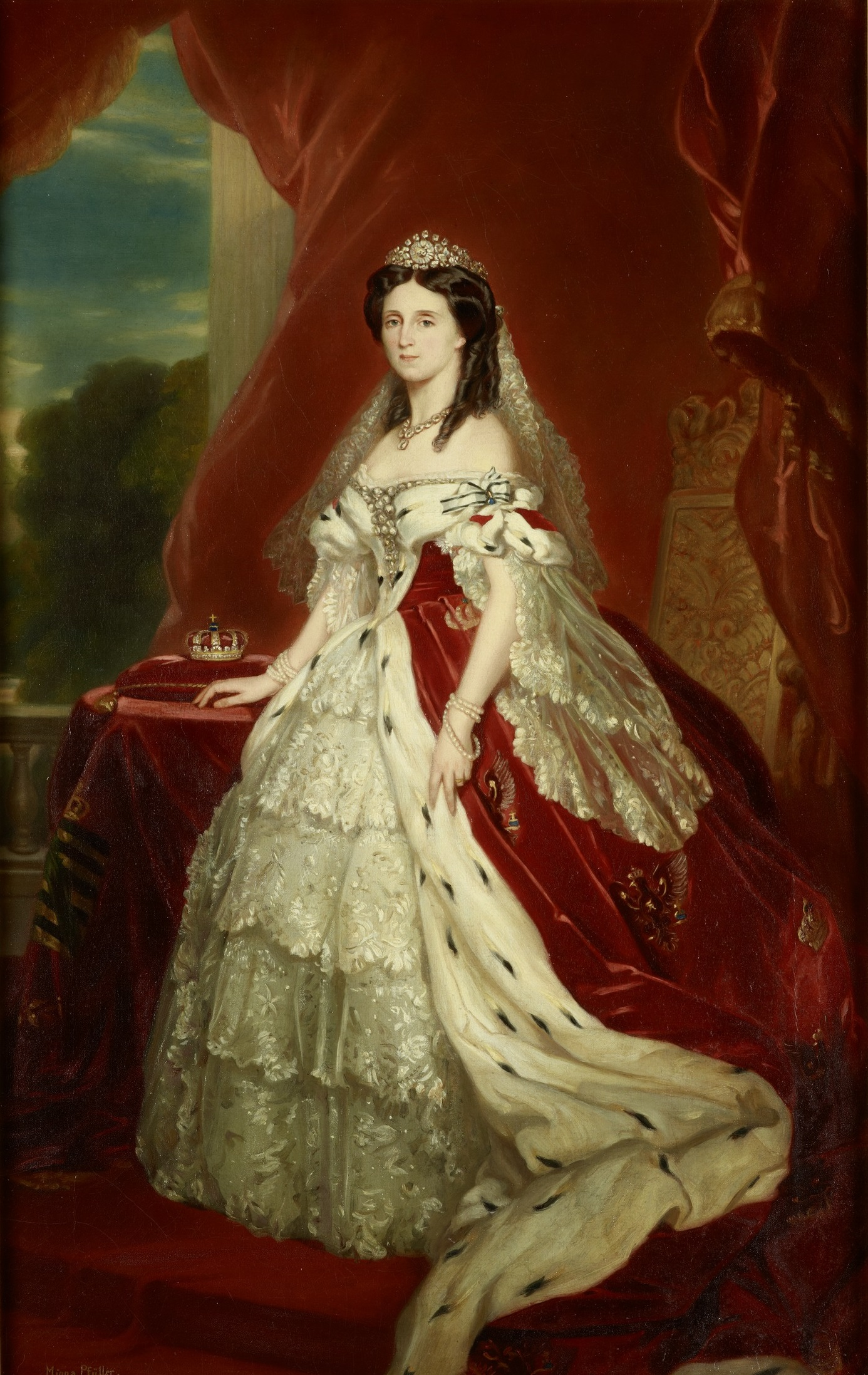
Augusta trong bộ lễ phục và trang phục đăng quang, được mô vẽ bởi Minna Pfüller dựa trên bức tranh của Franz Xaver Winterhalter, khoảng năm 1864. Quỹ Cung điện và Vườn Phổ Berlin-Brandenburg.

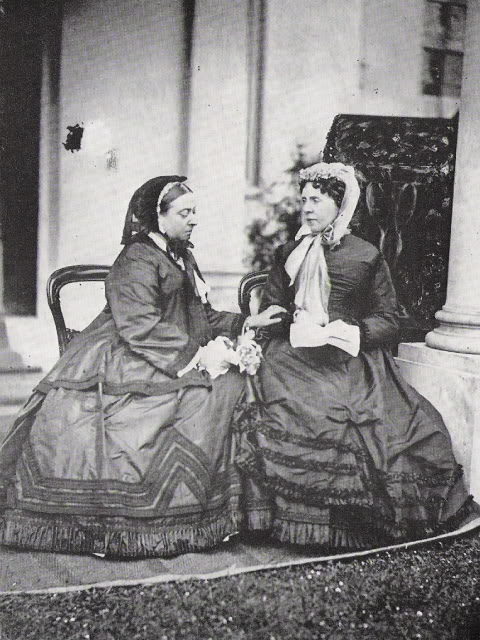
Nữ hoàng Victoria với Vương hậu Phổ trong khu vườn của Frogmore House, khoảng năm 1867.

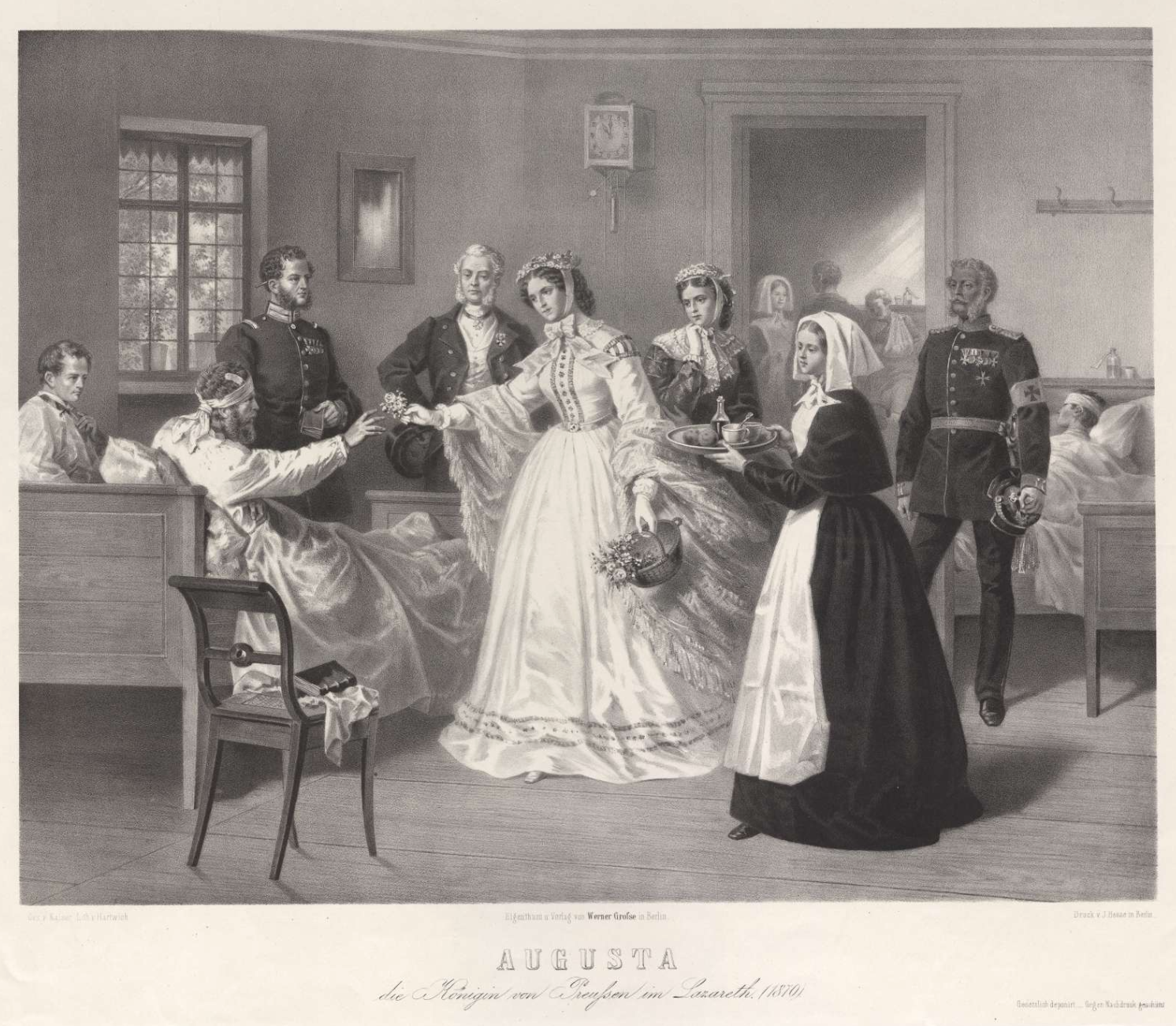
Bản mô tả lý tưởng về chuyến viếng thăm của Augusta tới một lazaretto, bản in một tờ có tiêu đề "Augusta, Vương hậu Phổ tại Lazareth, 1870", theo chữ ký của một họa sĩ minh họa có họ Kaiser, bộ sưu tập của Thư viện Nhà nước Berlin.

Giữa lúc cuộc khủng hoảng nhà nước đang diễn ra, Vua Friedrich Wilhelm IV của Phổ qua đời vào ngày 2 tháng 1 năm 1861. Augusta trở thành Vương hậu của Phổ sau khi chồng của bà là Wilhelm I được thừa kế ngai vàng. Lễ đăng quang của bà diễn ra vào ngày 18 tháng 10 cùng năm tại Nhà nguyện Cung điện Königsberg. Sau khi Wilhelm đội vương miện hoàng gia lên đầu, ông trao vương miện cho vợ mình. Augusta là vương hậu thứ hai được trao vương miện trong lịch sử Phổ; trước bà, chỉ có Sophia Charlotte xứ Hannover được trao vương miện tại Königsberg năm 1701. Trong cuộc xung đột leo thang giữa chồng bà và Hạ viện, Augusta và Wilhelm đã cố gắng thuyết phục không bổ nhiệm Otto von Bismarck làm Thủ tướng. Bà không tin rằng ông sẽ có tác dụng hòa giải và thống nhất và mong đợi ông sẽ tiếp tục leo thang tranh chấp chính trị trong nước. Như bà nhận ra vào năm 1864, Bismarck là một "người có nguyên tắc và bất cẩn [...] đôi khi phải nghi ngờ về sự sáng suốt trong lời nói và hành động của mình". Augusta đã thấy việc Bismarck xuất hiện với tư cách là phái viên tại Frankfurt Bundestag là không thể chấp nhận được về mặt ngoại giao. Với tham vọng quyền lực to lớn không che giấu của mình, ông luôn gây ra sự ngờ vực giữa người Phổ đối với các chính phủ thân thiện trong Bang liên Đức. Mãi đến lễ Phục sinh năm 1862, vương hậu đã cảnh báo chồng mình về việc Bismarck có thể trở thành thủ tướng bằng một bản ghi nhớ dài mười tám trang. Wilhelm đã bỏ qua lời khuyên của bà vào tháng 9 năm 1862. Thái tử Friedrich Wilhelm đã bình luận về quyết định của mình bằng những lời sau: "Mẹ tội nghiệp, việc bổ nhiệm kẻ thù không đội trời chung này sẽ làm bà đau đớn biết bao".
Ngược lại, Bismarck coi thường Augusta vì ảnh hưởng của bà đối với Wilhelm. Ông coi hành động của bà là vi phạm ranh giới quyền tự do hành động của phụ nữ. Theo quan điểm của ông, phải tránh ảnh hưởng của phụ nữ đối với người cai trị được cho là yếu đuối. Ngoài Augusta, ông coi Thái tử phi Victoria là mối đe dọa. Trong khi Bismarck chứng thực cho tinh thần trách nhiệm và hành vi cao quý của Augusta, ông hoàn toàn phủ nhận những phẩm chất như vậy của Victoria. Theo quan điểm của Bismarck và các đồng minh của ông, Augusta thuộc về một phe phái chính trị đối lập tại triều đình. Do đó, phe phái Bismarck cũng công khai tranh luận chống lại Augusta với tư cách là đại diện nổi bật nhất của cái gọi là phe phái Anh. Theo cách này, những lời chỉ trích của họ đối với chính sách đối ngoại và phản động của chính phủ sẽ là không uy tín. Bất chấp việc bổ nhiệm Bismarck, Augusta vẫn tiếp tục cố gắng khuyên bảo chồng mình. Vì mục đích này, bà tăng cường liên lạc với Franz von Roggenbach và thường xuyên đến thăm cựu Bộ trưởng Ngoại giao Baden tại Baden-Baden, nơi bà ở lại để chữa bệnh. Giống như Augusta, Roggenbach là người chỉ trích đường lối chính trị của Bismarck. Sau khi tham khảo ý kiến của Roggenbach, bà đã lập bản ghi nhớ chính trị cho Wilhelm I. Bismarck quy trách nhiệm về Augusta nếu nhà vua không làm theo lời khuyên của ông. Trong những trường hợp như vậy, bà đã âm mưu chống lại ông tại các bữa sáng trước đó với nhà vua. Theo Bismarck, những đối thủ chính trị của ông sẽ hình thành trong môi trường của Augusta, bao gồm Thái tử phi Victoria và toàn bộ phe phái trong triều đình thù địch với ông. Trong những năm sau đó, Bismarck cáo buộc Vương hậu đã hủy hoại khả năng nắm giữ chức vụ và sức khỏe của ông bằng những âm mưu của bà.

### Thái độ xa cách với chủ nghĩa quân phiệt Đức
Augusta đã ủng hộ việc thống nhất các Nhà nước Đức dưới sự cai trị của Vương quốc Phổ. Tuy nhiên, Vương hậu muốn thấy sự thống nhất đạt được thông qua các biện pháp hòa bình và lên án ba cuộc chiến tranh thống nhất của Đức vào năm 1864, 1866 và 1870–1871. Do đó, Karin Feuerstein-Praßer mô tả Augusta là một người theo chủ nghĩa hòa bình. Birgit Aschmann đưa ra đánh giá này theo đúng góc nhìn bằng cách nhắc đến Trung đoàn Cận vệ số 4 của Vương hậu Augusta, đơn vị trực thuộc bà và được quốc vương đặc biệt ủng hộ. Tuy nhiên, Aschmann nhấn mạnh rằng, không giống như hầu hết những người theo chủ nghĩa tự do, Augusta không thể hiện bất kỳ lòng nhiệt thành yêu nước nào ngay cả trong những chiến thắng quân sự. Bà vẫn duy trì thái độ chỉ trích đối với chính sách đối ngoại của Bismarck. Đặc biệt là trong thời gian chuẩn bị cho Chiến tranh Áo-Phổ năm 1866, bà đã cố gắng sử dụng thư từ của mình với các triều đình khác nhau để làm trung gian ngoại giao và ngăn chặn leo thang quân sự. Augusta đặc biệt lo sợ một diễn biến bất lợi của cuộc chiến chống lại Đế quốc Áo của Nhà Habsburg. Bà lập luận rằng Phổ sẽ được hưởng lợi từ thiện chí của Hoàng đế Napoleon III trong một cuộc đối đầu quân sự. Vương hậu cũng quay sang Nữ hoàng Victoria với yêu cầu làm trung gian. Từ tháng 5 năm 1866 trở đi, bà từ bỏ các lời kêu gọi ngoại giao của mình. Trong thời gian chuẩn bị cho cuộc chiến năm 1866, Augusta một lần nữa cố gắng thuyết phục Wilhelm sa thải Bismarck. Hai vợ chồng thái tử Friedrich Wilhelm và Victoria, cũng như người con rể Friedrich I, Đại công tước xứ Baden, cũng khuyên Vua Phổ thực hiện một bước như vậy. Tuy nhiên, Wilhelm vẫn đặt tín nhiệm cao nhất dành cho Thủ tướng của mình.

### Hoạt động từ thiện
Từ thiện được coi là một lĩnh vực hoạt động truyền thống của các nữ quý tộc hoàng gia vào thế kỷ XIX. Để phản ứng lại các cuộc chiến tranh thống nhất Đức, Augusta chủ yếu tham gia vào các hoạt động tạo ra phúc lợi cho binh lính. Để cải thiện việc chăm sóc những người bị thương trong bệnh viện, Vương hậu đã đến thăm y tá người Anh nổi tiếng Florence Nightingale và tiếp Henry Dunant, người đã thành lập Hội Chữ thập đỏ vào năm 1863–64. Theo sự thúc đẩy của bà, cuộc họp quốc tế đầu tiên của Hội Chữ thập đỏ đã diễn ra tại Berlin vào năm 1869. Nhiều bức ảnh cho thấy bà với huy hiệu của tổ chức. Một số bệnh viện đã được thành lập theo sáng kiến của bà; bao gồm Langenbeck-Virchow-Haus, vẫn còn tồn tại cho đến ngày nay và là trụ sở của Hiệp hội Phẫu thuật Đức. Sau khi bác sĩ phẫu thuật Bernhard von Langenbeck qua đời, Augusta đã vận động chính phủ và với các khoản trợ cấp tài chính của riêng mình để thành lập tổ chức này thành nơi làm việc riêng cho hiệp hội này.
Augusta cũng tham gia vào tổ chức của Huân chương Louise, mới được thành lập vào năm 1865. Giải thưởng này chủ yếu được trao cho những người phụ nữ xuất sắc trong việc chăm sóc những người bị thương hoặc gây quỹ cho những người lính bị ảnh hưởng bởi chiến tranh. Augusta đã có thể đảm bảo rằng những người phụ nữ Công giáo cũng được vinh danh. Bản thân bà đã đề xuất nhiều người trong số những người phụ nữ đó được vinh danh trước nhà vua. Năm 1866, bà thành lập Vaterländischer Frauenverein, nơi chăm sóc những người lính bị thương và bị bệnh. Năm 1868, Augusta sử dụng hiệp hội này để tổ chức một khu chợ ở Berlin. Số tiền thu được là 70.000 thaler sau đó đã được chuyển đến những người bị ảnh hưởng bởi lũ lụt ở Đông Phổ. Bản thân Augusta đã quyên góp 6.000 thaler cho các giáo sĩ ở khu vực thiên tai.

### Thái độ trong Chiến tranh Pháp-Phổ
Do căng thẳng ngoại giao giữa Phổ và Pháp ngày càng gia tăng, Vương hậu đã khuyến nghị chồng bà nên có giọng điệu hòa giải vào năm 1868. Trong một bài phát biểu, ông nên "làm chứng rằng Phổ nhận thức được nhiệm vụ duy trì hòa bình!". Năm 1870, bà khuyến nghị ông không nên ủng hộ Thân vương Leopold xứ Hohenzollern-Sigmaringen cho ngai vàng Tây Ban Nha, điều này đang khiêu khích nước Pháp, và mô tả nỗ lực này là một "dự án mạo hiểm". Tuy nhiên, Bismarck đã có thể thuyết phục Wilhelm về điểm này, vì vậy Leopold đã chấp nhận sự đề cử. Bismarck đã lợi dụng phản ứng của người Pháp đối với điều này để khiêu khích Pháp tuyên chiến với Phổ.  Giống như trước cuộc chiến chống lại Áo năm 1866, Augusta một lần nữa lo sợ về một thất bại của Phổ. Ban đầu, Wilhelm cũng có quan điểm tương tự, nhưng vào tháng 7 năm 1870, ông không muốn hứa với chính phủ Pháp rằng họ sẽ không bao giờ chấp thuận ứng cử viên từ Vương tộc Hohenzollern cho ngai vàng Tây Ban Nha. Augusta bày tỏ sự thông cảm với lập trường này. Bà cũng phân loại yêu cầu của Paris là một thách thức phỉ báng, nhưng ủng hộ việc chấp nhận một chiến thắng ngoại giao cho Pháp nếu cần thiết.
Khi Chiến tranh Pháp-Phổ nổ ra, Augusta vẫn ở Koblenz. Bà là thành viên cuối cùng của hoàng gia trở về thủ đô, điều này khiến Wilhelm tức giận. Sau khi nhà vua rời đi đến trụ sở của mình ở Pháp, Augusta đã tiếp quản nhiều nhiệm vụ đại diện của ông ở Berlin. Bà đã tiếp các bộ trưởng nhà nước và nhận báo cáo từ Toàn quyền Bonin. Bà cũng thực hiện các nhiệm vụ trong lĩnh vực quân sự, chẳng hạn như làm lễ đưa tiễn các đoàn quân ra chiến trường hoặc thăm các sĩ quan đã mất mát gia đình trong chiến tranh. Bà cũng xuất hiện tại các bệnh viện quân y và tham gia các cuộc họp của một số câu lạc bộ chăm sóc người bị thương. Trước sự hiện diện của vương hậu, các công văn về các trận chiến đã giành chiến thắng đã được đọc nhiều lần từ ban công của Cung điện Cũ, Berlin. Theo ý kiến của Aschmann, vương hậu tỏ ra kín đáo về mặt cảm xúc. Bà chỉ vẫy một tấm vải từ ban công và muốn thể hiện một khoảng cách nhất định với chiến tranh.

## Hoàng hậu Đức

### Sự vắn mặt khi thành lập Đế chế Đức

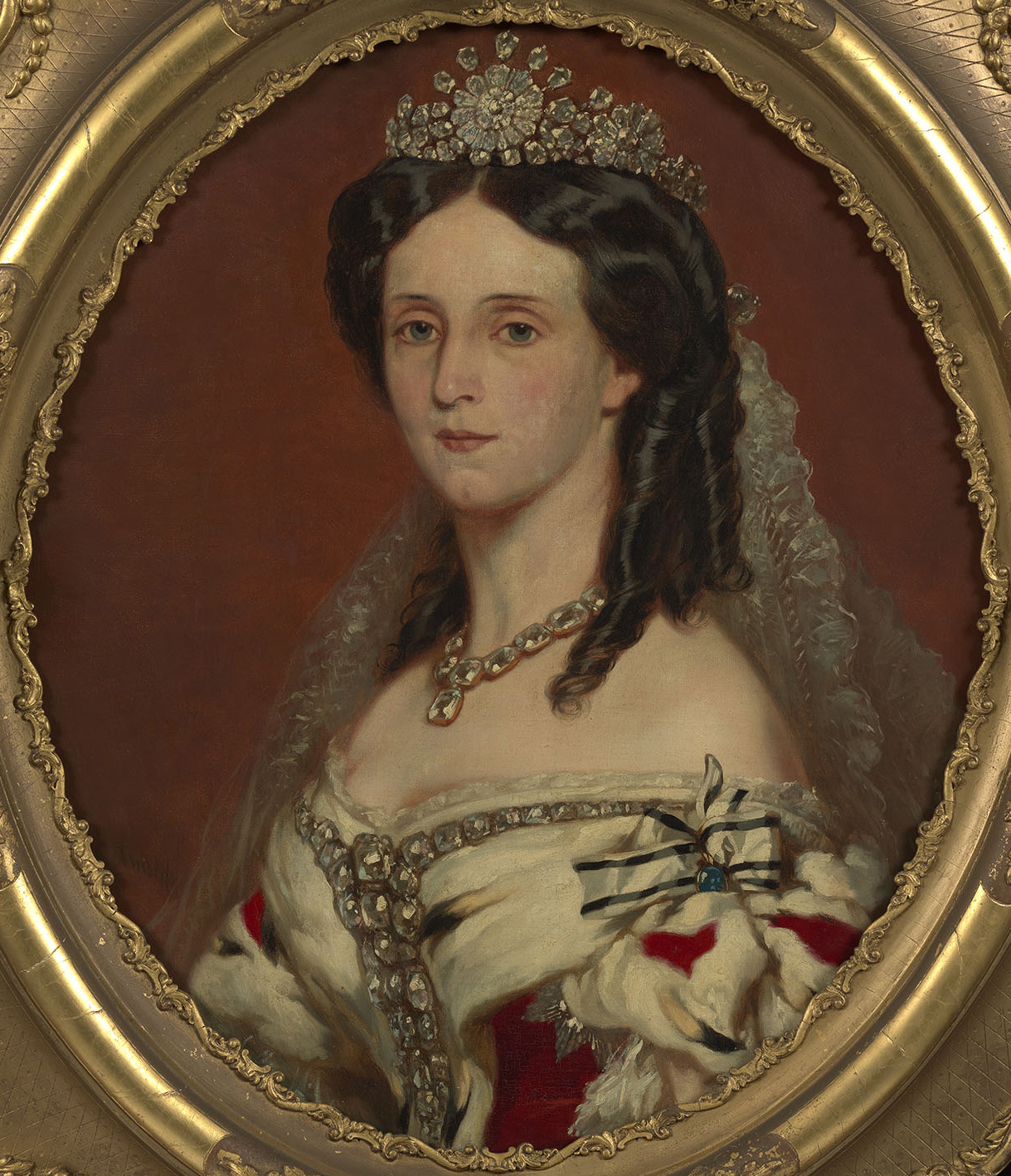
Chân dung Hoàng hậu Augusta của Carl Johann Arnold, 1875, sơn dầu trên vải, Bộ sưu tập Hoàng gia.

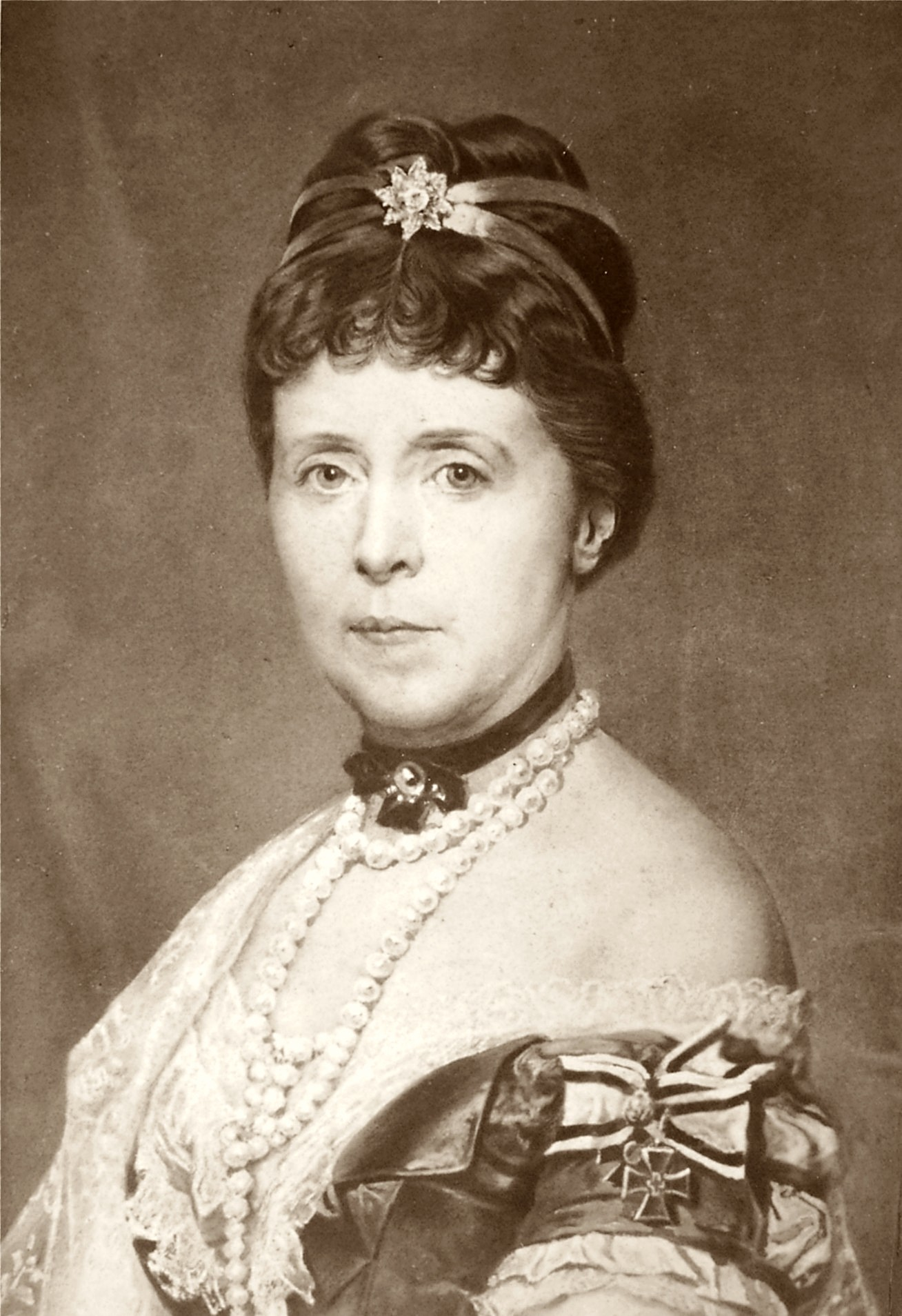
Hoàng hậu Augusta, nhiếp ảnh gia F.Jamrath & Sohn Berlin, những năm 1880.

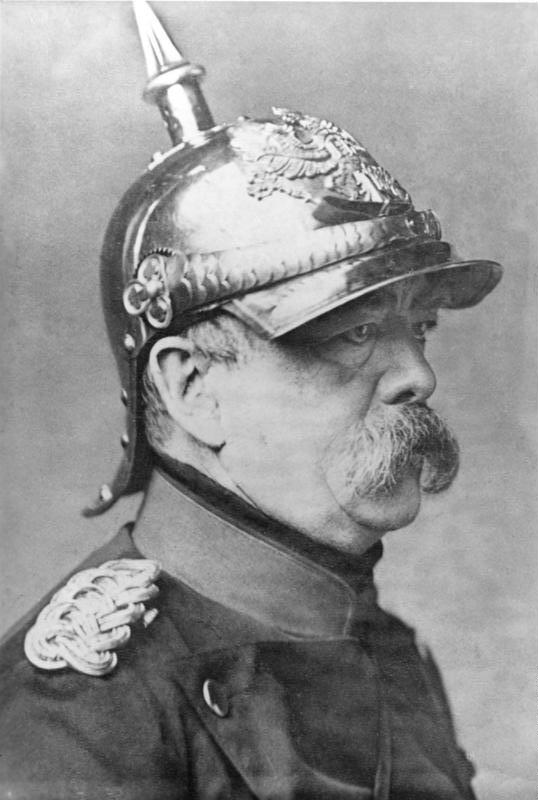
Thủ tướng Đức Otto von Bismarck đội mũ sắt nhọn, ảnh chụp của Loescher, P. & Petsch, 1871, Lưu trữ Liên bang Đức.

Augusta hầu như không tham gia vào việc chuẩn bị cho Tuyên bố thành lập Đế chế Đức. Trong khi Wilhelm ở Cung điện Versailles gần Paris, trụ sở của Bộ Tổng tham mưu Đức, bà vẫn ở Berlin và trao đổi thư từ chặt chẽ với chồng. Trong thư từ của mình, bà đã cố gắng gây ảnh hưởng đến Wilhelm về mặt chính trị. Ví dụ, bà đề nghị đừng tuyên bố ngôi hoàng đế cho đến khi Quốc hội Vương quốc Bayern đồng ý gia nhập quốc Đế chế Đức. Tuy nhiên, Wilhelm đã bỏ qua khuyến nghị của bà về vấn đề này. Vì những lá thư từ Berlin đến Versailles thường mất ba đến bốn ngày, nên bà hầu như không được thông báo về các vấn đề chính trị hiện tại. Wilhelm không muốn dùng đến phương tiện liên lạc nhanh hơn qua điện tín với bà. Bà không muốn tự mình sử dụng danh hiệu Hoàng hậu Đức. Vào tháng 12 năm 1870, Augusta thông báo với Đại công tước xứ Sachsen-Weimar-Eisenach rằng chỉ cần Wilhelm nhận cấp bậc hoàng đế là đủ. Tuy nhiên, lập trường của Augusta về vấn đề này đã không được tính đến. Sau khi Wilhelm tuyên bố là Hoàng đế vào ngày 18 tháng 1 năm 1871, bà đã nhận được những lá thư — ví dụ như từ Quốc hội Phổ— chúc mừng bà về phẩm giá mới của mình. Tuy nhiên, danh hiệu "Hoàng hậu Đức" chưa bao giờ được quy định hợp pháp trong Hiến pháp của Đế chế Đức.

### Phê bình Kulturkampf
Mối quan hệ chính trị của Hoàng hậu với Công giáo đóng một vai trò đặc biệt sau năm 1871: Augusta, người giống như Hoàng đế, thuộc về đức tin Tin Lành, coi Ultramontanism, một phong trào chính trị trung thành với Giáo hoàng, là một sự bất lợi cho lòng trung thành của người dân Công giáo kể từ những năm 1850. Theo nhà sử học Caroline Galm, Augusta đã cố gắng "khắc phục tình trạng thiếu hụt hội nhập và hòa giải người Công giáo với triều đại cầm quyền Tin Lành". Ví dụ, để giành được sự đồng cảm ở miền Nam Đế chế Đức chủ yếu là người Công giáo, Augusta đã khuyến nghị chồng mình vận động ngoại giao cho các quyền của Giáo hoàng vào tháng 10 năm 1870. Bối cảnh của việc này chính là sự chiếm đóng Lãnh địa Giáo hoàng bởi quân đội của Vương quốc Ý của Vương tộc Savoia.
Hoàng hậu coi chính sách chống Công giáo của Bismarck trong Kulturkampf là cách tiếp cận sai lầm. Mặc dù bà cũng bác bỏ nội dung của Công đồng Vaticanô I được triệu tập bởi Giáo hoàng Piô IX năm 1869, nhưng bà tin rằng có thể đạt được sự hòa giải với các lực lượng Công giáo ôn hòa. Năm 1872, bà gửi cho Wilhelm một bản ghi nhớ được viết riêng "về tình hình chính trị-giáo hội". Trong văn bản, bà kêu gọi ông "có tác dụng xoa dịu Giáo hội Công giáo, khôi phục lại lòng tin đã mất và giảm bớt sự khắc nghiệt của những mâu thuẫn càng nhiều càng tốt". Augusta đã nhiều lần kêu gọi chính quyền và Hoàng đế thay mặt cho dân chúng Công giáo. Ví dụ, vào năm 1872, bà đã vận động để Philipp Krementz tiếp tục giữ chức Giám mục xứ Warmia. Nhà khoa học văn hóa Andrea Micke-Serin cho rằng sự nới lỏng của Luật các giáo đoàn năm 1875 là do ảnh hưởng của Augusta. Mặc dù luật này vẫn tiếp tục quy định về việc đóng cửa các dòng tu Công giáo ở Phổ, nhưng nó loại trừ các dòng điều dưỡng (Krankenpflegeorden) thuần túy khỏi luật này.

### Đỉnh điểm của cuộc xung đột với Bismarck
Năm 1877, Bismarck thỉnh cầu Hoàng đế cho ông từ chức, bề ngoài là vì những xung đột đang diễn ra với Augusta và những người xung quanh ông. Sau khi Wilhelm cho ông nghỉ phép vài tuần, Bismarck đã thúc đẩy một số bài báo trong đó ông chủ yếu đổ lỗi cho Hoàng hậu về kế hoạch từ chức của mình. Như nhà viết tiểu sử Bismarck là Christoph Nonn tóm tắt, Thủ tướng Đế chế đã cạnh tranh với một số nhân vật tại triều đình để giành ảnh hưởng đối với Hoàng đế. Hoàng hậu sẽ có một vai trò đặc biệt ở đây. Như chính ông đã phàn nàn, Bismarck phải liên tục chống lại ảnh hưởng của họ đối với Hoàng đế. Nhà sử học người Mỹ Jonathan Steinberg giải thích sự thù địch của Bismarck với chấn thương tâm lý thời thơ ấu. Dưới sự cai trị của một người mẹ độc đoán và lạnh lùng, ông đã phát triển sự khinh thường mạnh mẽ đối với phụ nữ và cảm thấy bị đe dọa bởi những người phụ nữ thống trị những người chồng yếu đuối của họ. Augusta, người tỏ ra tự tin đối với Wilhelm, phù hợp với hình ảnh kẻ thù của Bismarck. Đồng thời, Steinberg coi Hoàng hậu là một yếu tố thuận lợi cho vị thế chính trị của Bismarck trong Đế chế. Cuộc xung đột với Augusta khiến Hoàng đế khoan dung hơn và tăng thêm thiện chí nhượng bộ các yêu cầu chính trị với thủ tướng của mình.

### Tiếp cận Thủ tướng Đế chế
Vì Đảng Công giáo Trung tâm giành được phiếu bầu trong cuộc bầu cử Reichstag năm 1878, Bismarck buộc phải chấm dứt Kulturkampf. Augusta coi đây là một thành công cá nhân chống lại Bismarck. Ngay sau đó, Hoàng hậu bắt đầu tiếp cận Bismarck. Lý do cho điều này, một mặt, là sự tôn trọng của họ đối với những thành tựu về chính sách đối ngoại của ông tại Đại hội Berlin. Augusta lúc này mô tả Thủ tướng Đế chế là một "chính khách lỗi lạc". Theo tinh thần của Bismarck, điều đó khuyến khích Wilhelm tham gia vào một liên minh kép với Đế quốc Áo mà không có Đế quốc Nga. Mặt khác, bà lúc này coi Bismarck là người phù hợp để chuẩn bị cho cháu trai bà, Hoàng đế Đức tương lai Wilhelm II, cho công việc chính phủ của ông. Theo nhà viết tiểu sử của Augusta là Karin Feuerstein-Praßer, cách tiếp cận của Augusta đối với Bismarck ít liên quan đến tư tưởng chính trị của ông mà liên quan đến những căng thẳng trong gia đình. Giống như Thủ tướng Đế chế, bà coi con trai mình là Thái tử Friedrich Wilhelm kém phù hợp hơn với tư cách là một người cai trị tương lai so với cháu trai Vương tôn Wihelm. Bà đã từ chối Thái tử về khả năng trí tuệ và quyết tâm chính trị cần thiết cho chức vụ hoàng đế. Augusta và Bismarck đặc biệt bận tâm về thực tế rằng Thái tử phi Victoria đang làm giảm ảnh hưởng của chính bà đối với Thái tử Friedrich Wilhelm. Do đó, cả hai đều đặt kỳ vọng chính trị của họ vào Vương tôn Wilhelm. Vì không có mối quan hệ tốt với mẹ mình là Thái tử phi Victoria, nên vương tôn cũng trở nên gần gũi hơn với bà nội và cô Louise của mình sau khi học xong.

### Cuối đời và cái chết của chồng và con trai
Augusta thường tránh xa triều đình Berlin. Bà chỉ dành khoảng nửa năm ở Berlin. Vào tháng 5, bà thường đến Baden-Baden để chữa bệnh. Sau đó, bà ở lại Koblenz vào tháng 6, nơi bà theo đuổi các hoạt động từ thiện và xã hội. Từ đó, bà thỉnh thoảng đến thăm con gái Louise ở kinh đô Karlsruhe của Đại công quốc Baden hoặc đi spa ở Bad Ems, nơi chồng bà cũng đi du lịch. Vào mùa thu, Augusta lại ở lại Baden-Baden hoặc trên đảo Mainau ở Hồ Constance. Bà đã dành mùa đông ở Berlin từ tháng 11 đến tháng 4.
Bản thân Hoàng hậu ngày càng mắc nhiều bệnh về thể chất (bao gồm cả bệnh thấp khớp) trong nhiều năm và bị thương nghiêm trọng trong một lần ngã ở Koblenz vào tháng 6 năm 1881. Từ đó, bà phải dùng nạng và xe lăn. Tuy nhiên, Augusta vẫn cố gắng tiếp tục tham gia chính trị và cũng để thực hiện nhiệm vụ bảo trợ của mình đối với người Công giáo trong toàn đế chế. Để đạt được mục đích này, bà đã dựa vào nhiều thứ, trong đó có sự hỗ trợ về tài chính.
Khi chồng bà mất vào ngày 9 tháng 3 năm 1888, Augusta đã đích thân có mặt tại Cung điện Cũ. Chỉ 99 ngày sau, vào ngày 15 tháng 6, con trai bà, người đã kế vị ngai vàng với Đế hiệu Friedrich III, đã qua đời vì bệnh ung thư thanh quản. Kết quả là, người cháu trai yêu quý của bà, Wilhelm II, đã trở thành Vua Phổ và Hoàng đế Đức.

## Qua đời và tưởng niệm
Augusta mất ngày 7 tháng 1 năm 1890, thọ 78 tuổi, tại Cung điện Cũ trong đại dịch cúm 1889–1890.
Ban đầu, bà được quàn tại Cung điện Cũ trên đại lộ Unter den Linden ở Mitte, trái tim lịch sử và trung tâm thành phố Berlin, và sau đó được chôn cất tại Lăng mộ ở Cung điện Charlottenburg bên cạnh chồng bà. Theo di chúc của bà, Quỹ Augusta, các tổ chức từ thiện khác (đặc biệt là ở Berlin và Koblenz) và Koblenz Rheinanlagen đã nhận được các khoản quyên góp tài chính.

### Biểu tượng và đài kỷ niệm

Empress Augusta monuments
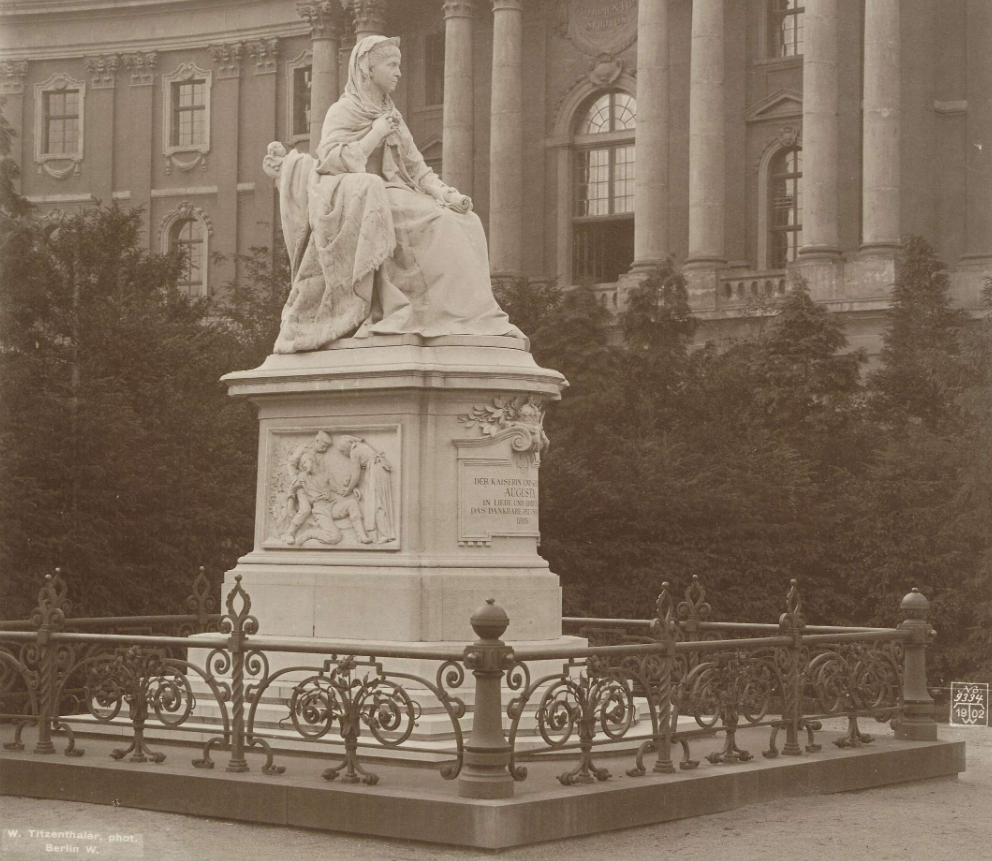
Quảng trường Bebelplatz ở Berlin, được xây dựng từ năm 1892 đến năm 1895 bởi Fritz Schaper, bị phá hủy trong Chiến tranh thế giới thứ II.[117] Ảnh của Waldemar Titzenthaler, 1902.
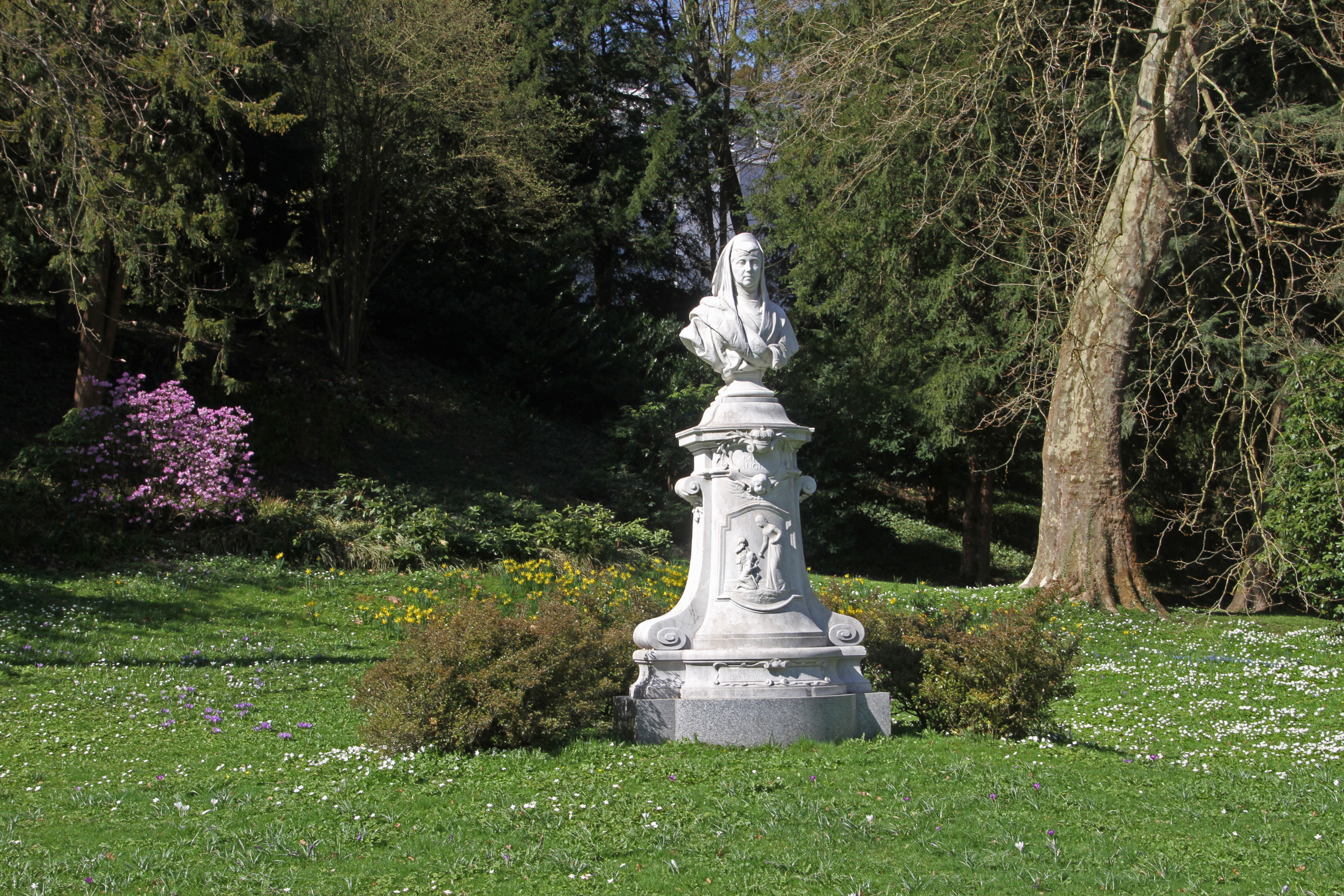
Lichtentaler Allee ở Baden-Baden, tác phẩm của Joseph Kopf (bán thân) và Friedrich von Thiersch (đế đá granite), 1892.
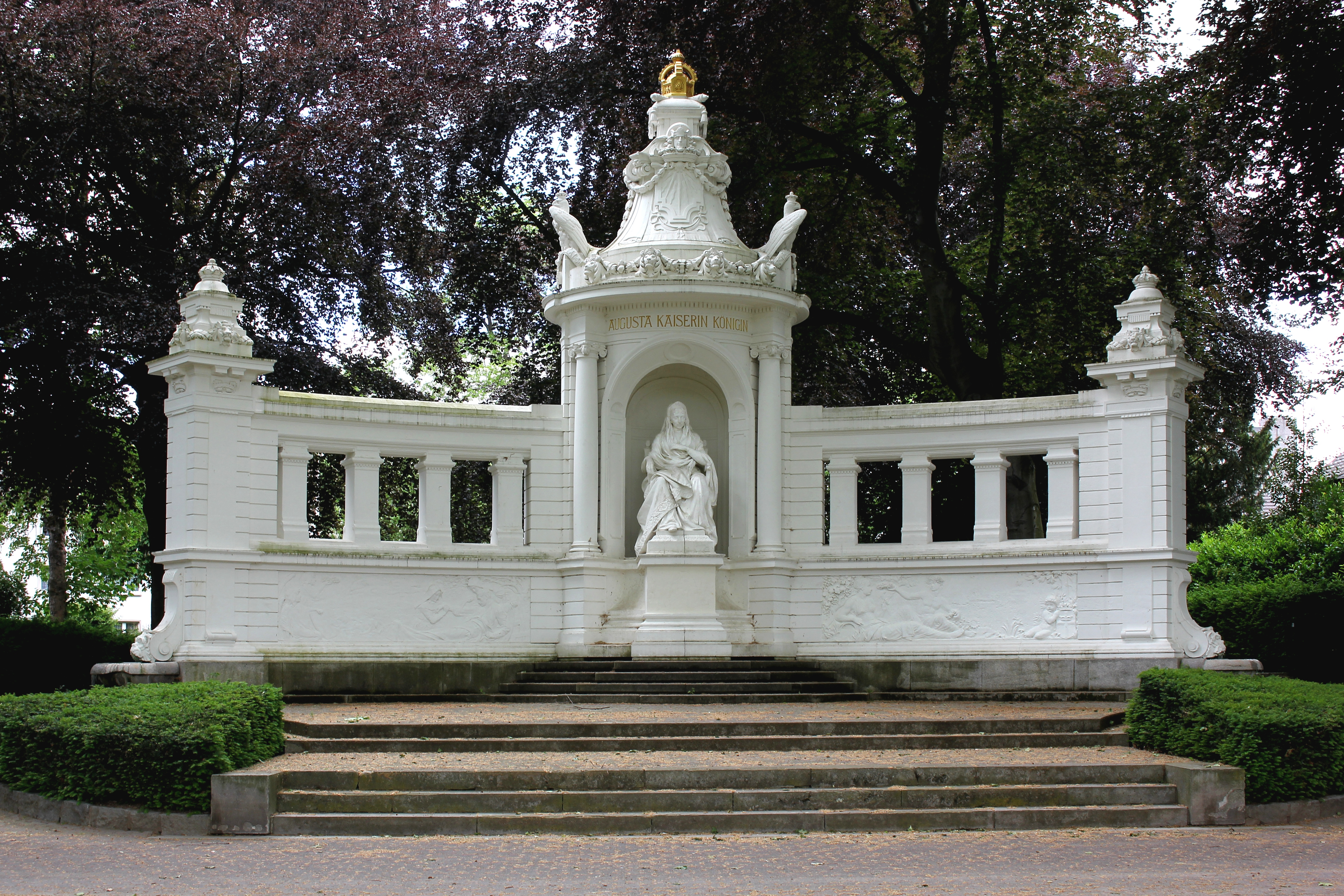
Monument ở den Rheinanlagen ở Koblenz, khánh thành năm 1896, tác phẩm của Karl Friedrich Moest (tác phẩm điêu khắc) và Bruno Schmitz (tượng đài).
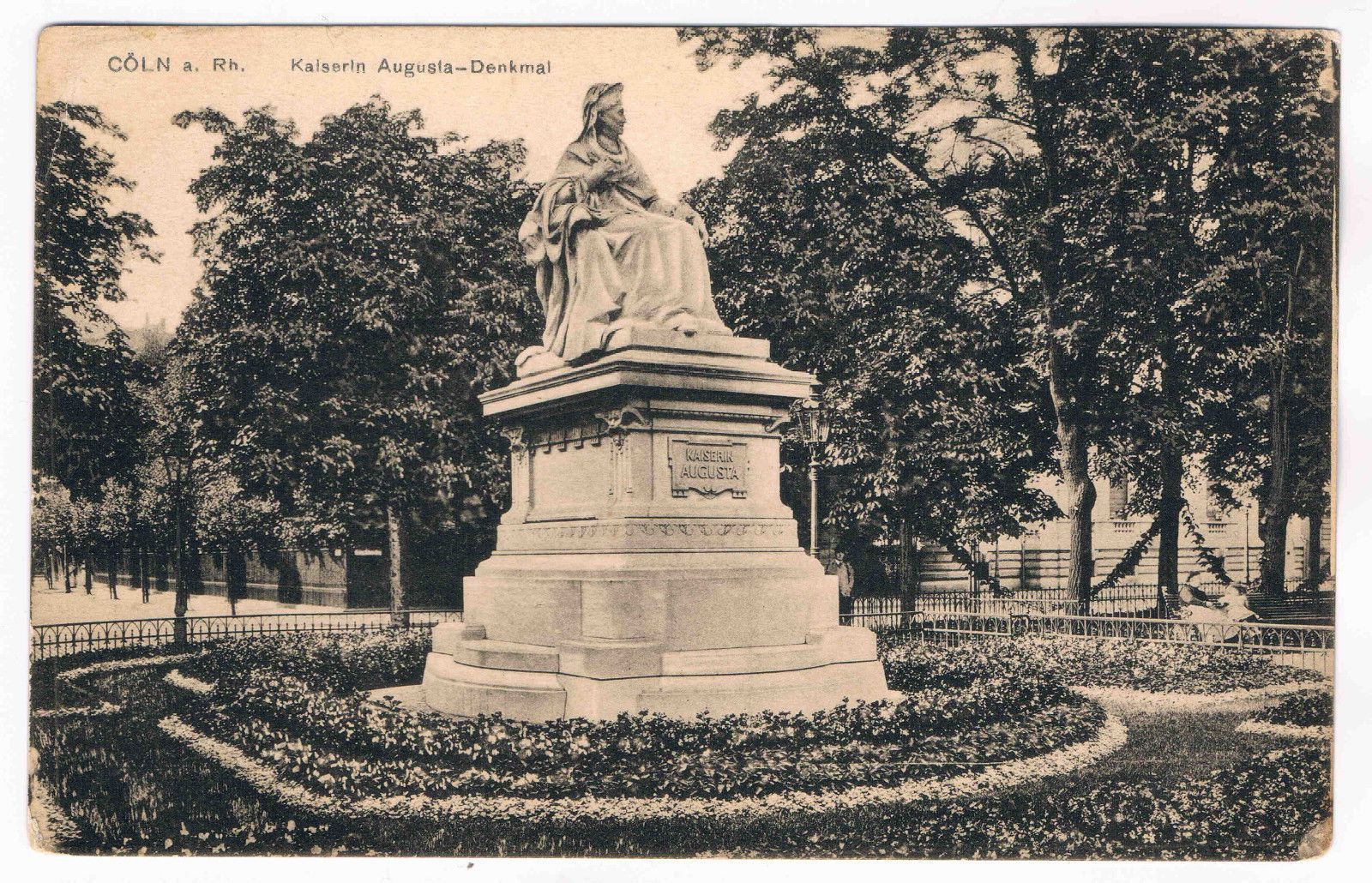
Kaiser-Wilhelm-Ring ở Köln, 1903, tác phẩm của Franz Dorrenbach (bức tượng bán thân) và Heinrich Stockmann (đế), bị phá hủy năm 1943.

Theo nhà sử học Alexa Geisthövel, ký ức về Hoàng hậu đã mất đi ý nghĩa ngay sau khi bà qua đời. Các con phố, trường trung học dành cho nữ sinh và bệnh viện như Bệnh viện Kaiserin Augusta ở Berlin được đặt theo tên bà. Tuy nhiên, chỉ có "một vài tượng đài" được dành riêng cho bà. Geisthövel nhấn mạnh rằng vào thế kỷ XIX, việc dựng tượng đài công cộng cho một nhân vật không phải quốc vương là điều bất thường. Trong số các Vương hậu Phổ, Augusta là người thứ hai sau Louise xứ Mecklenburg-Strelitz có tượng đài dành riêng cho mình ở Berlin. Năm 1891, một "Ủy ban" đã kêu gọi quyên góp cho tượng đài Hoàng hậu Augusta. Kết quả là, bức tượng ngồi đã được khánh thành vào năm 1895 tại Opernplatz, ngày nay là Bebelplatz. Nhà sử học Helke Rausch giải thích việc dựng tượng đài Augusta "ở giữa khu vực đại diện cho chế độ quân chủ" là một "nỗ lực chính trị hóa": vì lễ kỷ niệm 25 năm thành lập Đế chế Đức sắp diễn ra vào thời điểm đó, cựu chủ tịch hội đồng thành phố Berlin là Albert Stryck, đã cầu xin trong bài phát biểu của mình tại tượng đài hãy coi Augusta là một nhân vật đại diện cho Đế chế Đức cùng với Wilhelm I, các vị tướng và chính khách. Lý do ông đưa ra là vì Hoàng hậu đã nuôi dạy những phụ nữ trẻ trở thành y tá và chăm sóc những người đàn ông bị thương trong các cuộc chiến tranh thống nhất nước Đức. Theo Rausch, những người đương thời đã biến Augusta thành hình mẫu cho "bổn phận và sự sẵn sàng hy sinh" của phụ nữ trong lĩnh vực từ thiện. Tượng đài của Hoàng hậu, được chuyển đến công viên Schloss Monbijou vào năm 1928, đã bị phá hủy trong Thế chiến II.
Tại Baden-Baden, hội đồng thành phố đã giao cho nhà điêu khắc Joseph Kopf xây dựng một tượng đài cho Hoàng hậu Augusta. Tượng bán thân được khánh thành vào năm 1893 và nhằm mục đích kỷ niệm thời gian Hoàng hậu thường xuyên nghỉ dưỡng tại thành phố. Năm 1893, tại thành phố Koblenz nơi họ sinh sống, một cuộc thi kiến trúc đã được công bố để xây dựng tượng đài, và Bruno Schmitz đã giành chiến thắng. Đến năm 1896, ông đã xây dựng Tượng đài Hoàng hậu Augusta cùng với nhà điêu khắc Karl Friedrich Moest. Một bức tượng của người cai trị đứng ở giữa khu phức hợp. Một mái hiên trong tượng đài bao quanh bức tượng từ phía sau. Các đồ trang trí tượng trưng cho cam kết của Augusta đối với Hội Chữ thập đỏ và thành phố Koblenz. Thành phố Cologne đã lên kế hoạch và xây dựng một tượng đài khác cho Hoàng hậu trên Kaiser-Wilhelm-Ring từ năm 1897 trở đi. Dự án được quảng bá trên toàn quốc và giới hạn chi phí là 60.000 mark. Các nhà điêu khắc Franz Dorrenbach và Heinrich Stockmann được chọn để thực hiện dự án. Họ đã hoàn thành bức tượng ngồi bằng đá cẩm thạch của Hoàng hậu vào năm 1903.

### Hình ảnh đại diện
Augusta sử dụng các hình ảnh đại diện như một phương tiện tuyên truyền. Tuy nhiên, trái ngược với các giá trị tư sản, bà thường không cho phép mình được miêu tả là vợ của Wilhelm I. Thay vào đó, bà thể hiện mình là một vị quân chủ độc lập và do đó theo hình ảnh truyền thống của một người cai trị. Đồng thời, bà tránh xa chủ nghĩa quân phiệt thời bấy giờ trong các bức chân dung của mình. Theo Wagner-Kyora, một bản khắc gỗ từ năm 1871 mà bà đã sao chép là điển hình cho khía cạnh này. Bức tranh cho thấy bà với một chiếc trâm cài Chữ thập đỏ trong chân dung hình trái xoan. Hai người lính bị thương đứng hai bên. Bên dưới viền, bạn có thể thấy biểu tượng của Chữ thập đỏ và một thiên thần với đôi nạng. Một mặt, bức tranh làm nổi bật sự ủng hộ của Augusta đối với việc chăm sóc những người bị thương trong chiến tranh. Ở trên cùng, các biểu tượng của Đế chế Đức, Alsace và Lorraine cũng đề cập đến nhà nước đế quốc mới thành lập Alsace-Lorraine; do đó, Augusta xuất hiện như một người chiến thắng. Adolph Menzel đã miêu tả Augusta là một người theo chủ nghĩa hòa bình trong bức tranh Departure of King Wilhelm I for the Army, July 31, 1870. Khi Chiến tranh Pháp-Phổ bắt đầu, bà đau buồn ấn một chiếc khăn tay trắng vào mặt mình. Bà hoàn toàn trái ngược với đám đông, những người đang cổ vũ cho cuộc chiến. Wagner-Kyora cho biết, điều đáng chú ý là có thể nhìn thấy những lá cờ Chữ thập đỏ trong bức tranh, vốn không có trong tình hình lịch sử thực tế, nhưng ở đây nhấn mạnh thái độ theo chủ nghĩa hòa bình của Augusta.

### Triển lãm và sự kiện
Trong những năm gần đây, một số triển lãm đặc biệt đã được tổ chức dành riêng cho cuộc đời và sự nghiệp của Augusta:
- Triển lãm Augusta đầu tiên được tổ chức tại nơi hiện là Thư viện Công tước Anna Amalia ở Weimar vào năm 1911, nhân dịp sinh nhật lần thứ 100 của Hoàng hậu. Thủ thư Paul von Bojanowski đã viết một cuốn tiểu sử đi kèm có tựa đề "Weimar và Hoàng hậu Augusta". Trong cuốn sách, cũng là một danh mục triển lãm, Bojanowski chủ yếu tập trung vào tác động văn hóa của triều đình Weimar đối với Augusta.[132]
- Năm 2011, Klassik Stiftung Weimar đã trình bày một triển lãm tại Schloss Weimar có tựa đề "Hoàng hậu từ Weimar. Augusta xứ Sachsen-Weimar và Eisenach". Nhân dịp này là sinh nhật lần thứ 200 của Hoàng hậu. Chủ đề chính là thời thơ ấu và tuổi trẻ của bà khi đó, tức là thời gian bà ở triều đình Weimar. 34 hiện vật đã được trưng bày, bao gồm các ghi chú từ gia sư của triều đình và các bức vẽ của chính bà.[133]

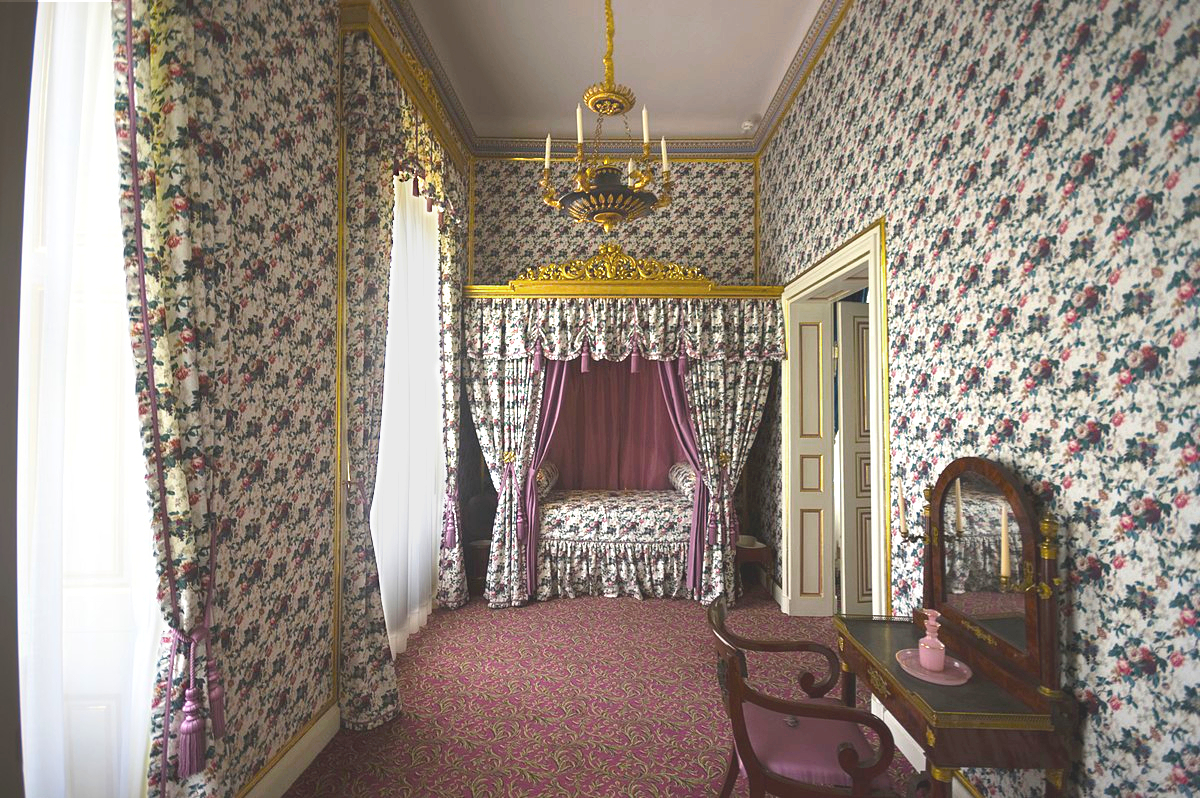
Khu vực ngủ nghỉ trong Cung điện Branitz, được thiết kế lại cho Augusta, do Thân vương von Pückler dành cho hoàng hậu tương lai từ tháng 5 năm 1857, được Augusta sử dụng trong thời gian ngắn vào ngày 25 tháng 7 năm 1864.

- Năm 2015, Quỹ Cung điện và Vườn Phổ Berlin-Brandenburg đã trình chiếu triển lãm đặc biệt "Vấn đề của Phụ nữ tại Lâu đài Charlottenburg. Brandenburg đã trở thành Phổ như thế nào". Bài thuyết trình cũng đề cập đến Augusta, cùng với các quốc vương Phổ khác. Hoàng hậu được miêu tả là một đối thủ tự do thất bại của Thủ tướng Bismarck.[135]
- Năm 2017, triển lãm "Pückler ở Cung điện Babelsberg. Thân vương Xanh và Hoàng hậu" đã được trưng bày tại Lâu đài Babelsberg. Trọng tâm của triển lãm là mối quan hệ thân thiện giữa Thân vương von Pückler với Augusta. Từ năm 1842 trở đi, nhà quý tộc này đã thiết kế lại Công viên Babelsberg thay mặt cho Augusta và Wilhelm.[136]
- Triển lãm đặc biệt "Augusta của Phổ - Vương hậu làm khách tại Branitz" năm 2017 cũng tập trung vào mối quan hệ giữa Hoàng hậu Đức tương lai và Thân vương von Pückler. Chủ đề chính là chuyến lưu trú của Augusta tại Schloss Branitz vào ngày 25 tháng 7 năm 1864.[137] Pückler đã thiết kế lại các phòng trong lâu đài của mình cho chuyến viếng thăm duy nhất của Augusta và phục vụ mười món ăn tại bàn.[138]

Từ năm 2006, Lễ hội Hoàng hậu Augusta đã diễn ra tại Koblenz Rheinanlagen hàng năm vào Ngày Di sản Thế giới của UNESCO, Chủ Nhật đầu tiên của tháng 6. Sự kiện được mở màn bởi một nữ diễn viên hóa trang thành Hoàng hậu Augusta.

## Vinh danh
- Vương quốc Phổ:[140]
  - Quý bà của Đại bàng đen, với Cổ áo, Ngày 18 tháng 10 năm 1861[141]
  - Quý bà của Huân chương Louise, hạng Nhất
  - Thập giá công trạng cho Phụ nữ và Trẻ em gái, Ngày 9 tháng 4 năm 1871[142]
- Vương quốc Bồ Đào Nha: Quý bà của Huân chương Thánh Isabel[140]
- Đế quốc Nga: Đại thập tự Thánh Catherine, Ngày 12 tháng 12 năm 1811[143]
- Vương quốc Tây Ban Nha: Huân chương Vương hậu Maria Luisa, 20 May 1863[144]
- Đệ Nhị Đế chế México: Thập tự lớn của Thánh Charles, Ngày 10 tháng 4 năm 1865[145]
- Vương quốc Sachsen: Quý bà của Huân chương Sidonia, 1871[146]

## Tổ tiên
| \| \| \| \| \| \| \| \| \| \| \| 8. Ernst August II xứ Sachsen-Weimar-Eisenach \| \| \| \| \| \| \| \| \| \| \| \| \| \| \| \| \| \| \| \| \| \| \| \| \| \| \| \| \| \| \| \| \| \| \| \| \| \| \| \| \| \| \| \| \| \| \| \| \| \| \| 4. Karl August xứ Sachsen-Weimar-Eisenach \| \| \| \| \| \| \| \| \| \| \| \| \| \| \| \| \| \| \| \| \| \| \| \| \| \| \| \| \| \| \| \| \| \| \| \| \| \| \| \| \| \| \| \| \| \| \| \| \| \| \| \| \| \| \| \| \| \| \| \| 9. Anna Amalia xứ Brunswick-Wolfenbüttel \| \| \| \| \| \| \| \| \| \| \| \| \| \| \| \| \| \| \| \| \| \| \| \| \| \| \| \| \| \| \| \| \| \| \| \| \| \| \| \| \| \| \| \| \| \| \| \| \| \| \| \| \| \| \| \| \| \| \| \| 2. Karl Friedrich xứ Sachsen-Weimar-Eisenach \| \| \| \| \| \| \| \| \| \| \| \| \| \| \| \| \| \| \| \| \| \| \| \| \| \| \| \| \| \| \| \| \| \| \| \| \| \| \| \| \| \| \| \| \| \| \| \| \| \| \| \| \| \| \| \| \| \| \| \| 10. Ludwig IX xứ Hessen-Darmstadt \| \| \| \| \| \| \| \| \| \| \| \| \| \| \| \| \| \| \| \| \| \| \| \| \| \| \| \| \| \| \| \| \| \| \| \| \| \| \| \| \| \| \| \| \| \| \| \| \| \| \| \| \| \| \| \| \| \| \| \| 5. Louise xứ Hessen-Darmstadt \| \| \| \| \| \| \| \| \| \| \| \| \| \| \| \| \| \| \| \| \| \| \| \| \| \| \| \| \| \| \| \| \| \| \| \| \| \| \| \| \| \| \| \| \| \| \| \| \| \| \| \| \| \| \| \| \| \| \| \| 11. Caroline xứ Zweibrücken \| \| \| \| \| \| \| \| \| \| \| \| \| \| \| \| \| \| \| \| \| \| \| \| \| \| \| \| \| \| \| \| \| \| \| \| \| \| \| \| \| \| \| \| \| \| \| \| \| \| \| \| \| \| \| \| \| \| \| \| 1. Augusta of Saxe-Weimar-Eisenach \| \| \| \| \| \| \| \| \| \| \| \| \| \| \| \| \| \| \| \| \| \| \| \| \| \| \| \| \| \| \| \| \| \| \| \| \| \| \| \| \| \| \| \| \| \| \| \| \| \| \| \| \| \| \| \| \| \| \| \| 12. Pyotr III của Nga \| \| \| \| \| \| \| \| \| \| \| \| \| \| \| \| \| \| \| \| \| \| \| \| \| \| \| \| \| \| \| \| \| \| \| \| \| \| \| \| \| \| \| \| \| \| \| \| \| \| \| \| \| \| \| \| \| \| \| \| 6. Pavel I của Nga \| \| \| \| \| \| \| \| \| \| \| \| \| \| \| \| \| \| \| \| \| \| \| \| \| \| \| \| \| \| \| \| \| \| \| \| \| \| \| \| \| \| \| \| \| \| \| \| \| \| \| \| \| \| \| \| \| \| \| \| 13. Yekaterina II của Nga \| \| \| \| \| \| \| \| \| \| \| \| \| \| \| \| \| \| \| \| \| \| \| \| \| \| \| \| \| \| \| \| \| \| \| \| \| \| \| \| \| \| \| \| \| \| \| \| \| \| \| \| \| \| \| \| \| \| \| \| 3. Mariya Pavlovna của Nga \| \| \| \| \| \| \| \| \| \| \| \| \| \| \| \| \| \| \| \| \| \| \| \| \| \| \| \| \| \| \| \| \| \| \| \| \| \| \| \| \| \| \| \| \| \| \| \| \| \| \| \| \| \| \| \| \| \| \| \| 14. Friedrich Eugen xứ Württemberg \| \| \| \| \| \| \| \| \| \| \| \| \| \| \| \| \| \| \| \| \| \| \| \| \| \| \| \| \| \| \| \| \| \| \| \| \| \| \| \| \| \| \| \| \| \| \| \| \| \| \| \| \| \| \| \| \| \| \| \| 7. Sophie Dorothee xứ Württemberg \| \| \| \| \| \| \| \| \| \| \| \| \| \| \| \| \| \| \| \| \| \| \| \| \| \| \| \| \| \| \| \| \| \| \| \| \| \| \| \| \| \| \| \| \| \| \| \| \| \| \| \| \| \| \| \| \| \| \| \| 15. Friederike xứ Brandenburg-Schwedt \| \| \| \| \| \| \| \| \| \| \| \| \| \| \| \| \| \| \| \| \| \| \| \| \| \| \| \| \| \| \| \| \| \| \| \| \| \| \| \| \| \| \| |                                              |  |  |  |  |  |  |  |  |                                               |  |  |  |
| |                                              |  |  |  |  |  |  |  |  | 8. Ernst August II xứ Sachsen-Weimar-Eisenach |  |  |  |
| |                                              |  |  |  |  |  |  |  |  |                                               |  |  |  |
| |                                              |  |  |  |  |  |  |  |  |                                               |  |  |  |
| |                                              |  |  |  |  |  |  |  |  |                                               |  |  |  |
| | 4. Karl August xứ Sachsen-Weimar-Eisenach    |  |  |  |  |  |  |  |  |                                               |  |  |  |
| |                                              |  |  |  |  |  |  |  |  |                                               |  |  |  |
| |                                              |  |  |  |  |  |  |  |  |                                               |  |  |  |
| |                                              |  |  |  |  |  |  |  |  |                                               |  |  |  |
| | 9. Anna Amalia xứ Brunswick-Wolfenbüttel     |  |  |  |  |  |  |  |  |                                               |  |  |  |
| |                                              |  |  |  |  |  |  |  |  |                                               |  |  |  |
| |                                              |  |  |  |  |  |  |  |  |                                               |  |  |  |
| |                                              |  |  |  |  |  |  |  |  |                                               |  |  |  |
| | 2. Karl Friedrich xứ Sachsen-Weimar-Eisenach |  |  |  |  |  |  |  |  |                                               |  |  |  |
| |                                              |  |  |  |  |  |  |  |  |                                               |  |  |  |
| |                                              |  |  |  |  |  |  |  |  |                                               |  |  |  |
| |                                              |  |  |  |  |  |  |  |  |                                               |  |  |  |
| | 10. Ludwig IX xứ Hessen-Darmstadt            |  |  |  |  |  |  |  |  |                                               |  |  |  |
| |                                              |  |  |  |  |  |  |  |  |                                               |  |  |  |
| |                                              |  |  |  |  |  |  |  |  |                                               |  |  |  |
| |                                              |  |  |  |  |  |  |  |  |                                               |  |  |  |
| | 5. Louise xứ Hessen-Darmstadt                |  |  |  |  |  |  |  |  |                                               |  |  |  |
| |                                              |  |  |  |  |  |  |  |  |                                               |  |  |  |
| |                                              |  |  |  |  |  |  |  |  |                                               |  |  |  |
| |                                              |  |  |  |  |  |  |  |  |                                               |  |  |  |
| | 11. Caroline xứ Zweibrücken                  |  |  |  |  |  |  |  |  |                                               |  |  |  |
| |                                              |  |  |  |  |  |  |  |  |                                               |  |  |  |
| |                                              |  |  |  |  |  |  |  |  |                                               |  |  |  |
| |                                              |  |  |  |  |  |  |  |  |                                               |  |  |  |
| | 1. Augusta of Saxe-Weimar-Eisenach           |  |  |  |  |  |  |  |  |                                               |  |  |  |
| |                                              |  |  |  |  |  |  |  |  |                                               |  |  |  |
| |                                              |  |  |  |  |  |  |  |  |                                               |  |  |  |
| |                                              |  |  |  |  |  |  |  |  |                                               |  |  |  |
| | 12. Pyotr III của Nga                        |  |  |  |  |  |  |  |  |                                               |  |  |  |
| |                                              |  |  |  |  |  |  |  |  |                                               |  |  |  |
| |                                              |  |  |  |  |  |  |  |  |                                               |  |  |  |
| |                                              |  |  |  |  |  |  |  |  |                                               |  |  |  |
| | 6. Pavel I của Nga                           |  |  |  |  |  |  |  |  |                                               |  |  |  |
| |                                              |  |  |  |  |  |  |  |  |                                               |  |  |  |
| |                                              |  |  |  |  |  |  |  |  |                                               |  |  |  |
| |                                              |  |  |  |  |  |  |  |  |                                               |  |  |  |
| | 13. Yekaterina II của Nga                    |  |  |  |  |  |  |  |  |                                               |  |  |  |
| |                                              |  |  |  |  |  |  |  |  |                                               |  |  |  |
| |                                              |  |  |  |  |  |  |  |  |                                               |  |  |  |
| |                                              |  |  |  |  |  |  |  |  |                                               |  |  |  |
| | 3. Mariya Pavlovna của Nga                   |  |  |  |  |  |  |  |  |                                               |  |  |  |
| |                                              |  |  |  |  |  |  |  |  |                                               |  |  |  |
| |                                              |  |  |  |  |  |  |  |  |                                               |  |  |  |
| |                                              |  |  |  |  |  |  |  |  |                                               |  |  |  |
| | 14. Friedrich Eugen xứ Württemberg           |  |  |  |  |  |  |  |  |                                               |  |  |  |
| |                                              |  |  |  |  |  |  |  |  |                                               |  |  |  |
| |                                              |  |  |  |  |  |  |  |  |                                               |  |  |  |
| |                                              |  |  |  |  |  |  |  |  |                                               |  |  |  |
| | 7. Sophie Dorothee xứ Württemberg            |  |  |  |  |  |  |  |  |                                               |  |  |  |
| |                                              |  |  |  |  |  |  |  |  |                                               |  |  |  |
| |                                              |  |  |  |  |  |  |  |  |                                               |  |  |  |
| |                                              |  |  |  |  |  |  |  |  |                                               |  |  |  |
| | 15. Friederike xứ Brandenburg-Schwedt        |  |  |  |  |  |  |  |  |                                               |  |  |  |
| |                                              |  |  |  |  |  |  |  |  |                                               |  |  |  |
| |                                              |  |  |  |  |  |  |  |  |                                               |  |  |  |